# Volkswagen Fusca
O Volkswagen Typ 1, popularmente conhecido como Fusca (no Brasil) ou Carocha (em Portugal), foi o primeiro modelo de automóvel fabricado pela companhia alemã Volkswagen, sendo produzido entre 1938 e 2003. Foi o carro mais vendido no mundo, ultrapassando em 1972 o recorde que pertencia até então ao Ford Modelo T, de origem estadunidense. Foi produzido até 2003, no México, onde era chamado de VW Sedan. Ele era parte de uma edição comemorativa chamada Última Edición, limitada a 3000 carros. O último exemplar marcou o fim da longa produção de 65 anos do Fusca, durante a qual foram fabricados 21 529 464 unidades, números que fazem dele o modelo único mais produzido do mundo em todos os tempos.

## História
A história do Fusca é uma das mais complexas e longas da história do automóvel. Diferente da maioria dos outros carros, o projeto do Fusca envolveu várias empresas e até mesmo o governo de seu país, e levaria à fundação de uma fábrica inteira de automóveis no processo. Alguns pontos são obscuros ou mal documentados, já que o projeto inicialmente não teria tal importância histórica, e certos detalhes perderam-se com a devastação causada pela Segunda Guerra Mundial. Grande parte dessa história pode ser condensada como se segue:

### O "Volksauto"
No ano de 1931, a Alemanha era assolada por uma dura recessão e tinha um dos piores índices de motorização da Europa. A maioria de suas fábricas era especializada em carros de luxo, montados à mão, e ainda muito caros.
Desde 1925 um conceito básico muito semelhante ao que viria ser o Fusca já existia, obra do engenheiro Béla Barényi (famoso projetista, responsável por várias melhorias de segurança passiva). Nos anos seguintes vários protótipos e modelos surgiam, como o Superior, da firma Standard, projetado pelo húngaro Joseph Ganz — este modelo inclusive era relativamente barato, cerca de 1500 marcos.
Até mesmo fora da Alemanha a ideia ganhava forma, com os aerodinâmicos Tatras ganhando as ruas da então Checoslováquia — carros estes que o próprio Hitler conhecia e admirava. Aerodinâmicos, resistentes e bonitos, possuíam motor traseiro refrigerado a ar, chassis com tubo central e eram obra do engenheiro austríaco Hanz Ledwinka, um conterrâneo e amigo do futuro projetista do Fusca.
Esta ideia cativou também o projetista de carros austríaco Ferdinand Porsche, um conceituado engenheiro da época, que desde 1931 abrira seu próprio escritório de desenho. Ele também tinha os seus planos para o VolksAuto, planos estes que em breve começariam a ser postos em prática.
Logo assim que montou seu escritório, ele recebeu uma encomenda da Wanderer (parte da Auto Union, atualmente Audi) para uma linha de sedãs de luxo. Apesar da proposta, o projeto resultante (que recebeu o n° 7, para dar a impressão de não ser o primeiro) era já um pouco semelhante no design ao Fusca.
| | |                            |
| Tatra 87, que seria rapidamente descontinuado em favor do Fusca, assim que a Alemanha invadiu a Tchecoslováquia. | Standard Superior, cuja semelhança com os primeiros protótipos do Fusca trariam problemas à Standard. | Ferdinand Porsche em 1940. |

### O Typ 12 e o Typ 32 de Porsche
Ainda em 1931 a Zündapp, fabricante de motos, decidiu se arriscar na ideia do carro popular alemão. Eles encomendaram ao escritório (Konstruktionbüro) Porsche a construção de um protótipo de carro popular. Porsche construiu três (na verdade a mecânica foi fornecida pela Zündapp, e as carrocerias pela Reutter), que foram batizados de "Tipo 12".
Porsche estava bastante entusiasmado com o projeto. O carro era compacto, com motor traseiro radial de cinco cilindros (semelhante a motores aeronáuticos), 1 200 cc, e contava com uma carroceria aerodinâmica, para reduzir a potência necessária e o tamanho do motor.
Os primeiros modelos, ainda muito diferentes do Fusca, estavam prontos já em 1932. No entanto, a Zündapp, por problemas financeiros, rompeu o contrato. Porsche ficou com um dos carros, entretanto nenhum deles sobreviveu à guerra.
Porsche, porém, já havia negociado com outro fabricante para desenvolver um "Volkswagen". Seguindo a tendência da Zündapp, a NSU decidiu entrar no ramo automotivo. Porsche valeu-se então das lições aprendidas no projeto anterior, e das ideias que ficaram mais refinadas, e o modelo da NSU acabou ficando bem semelhante ao Fusca como o conhecemos. Tinha um motor de quatro cilindros boxer, suspensão por barras de torção e o óbvio formato aerodinâmico. Apesar do refinamento do projeto, entretanto, a NSU não conseguiu o capital necessário para iniciar sua linha de automóveis, e em 1933 desistiu do projeto. Porsche, que sempre construía 3 protótipos, mais uma vez manteve um (que sobreviveu à guerra e está hoje no museu VW). A contribuição desse modelo NSU (firma que, assim como a Zündapp, contribuiu com a engenharia do seu protótipo) seria valiosa mais tarde, principalmente na hora de escolher o motor do Fusca.
| |                                                                         |
| Réplica do Zündapp "Typ 12", um dos protótipos do Professor Porsche, que mais tarde daria origem ao Fusca. | Modelo do Porsche "Typ 12", em exposição na cidade alemã de Nuremberga. |

### O apoio de Hitler

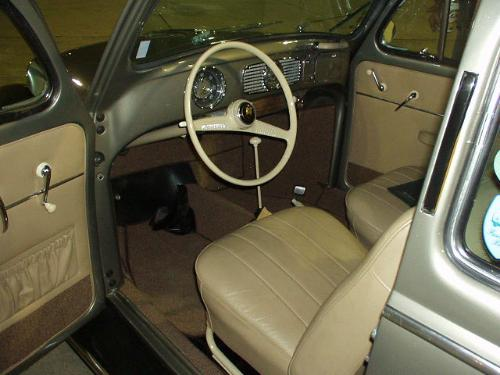
Interior de um Fusca

Nesta época Adolf Hitler havia ascendido ao poder na Alemanha, estando comprometido com a modernização do país e a recuperação da economia, principalmente do emprego. Entusiasta por carros desde a juventude, Hitler via com bons olhos a ideia do carro do povo desde os tempos em que esteve preso, quando leu sobre Henry Ford. Para ele a ideia de um "carro do povo", feito por trabalhadores alemães e viajando por todo o país, era a exata realização da plataforma política de seu partido.
Decidido a financiar uma empresa estatal para produzir os automóveis que trafegariam por suas recém-inauguradas Autobahns, Hitler deu sinal verde para o projeto. Três opções lhe foram oferecidas pelos engenheiros Josef Ganz, Edmund Rumpler e Ferdinand Porsche. Os primeiros dois eram judeus, e obviamente não agradaram a Hitler. Já Porsche era famoso pelo seu trabalho na Daimler, carros dos quais Hitler gostava, e, talvez mais importante, era amigo de Jacob Werlin, amigo e assessor para assuntos automotivos de Hitler.
Em meados de 1933, Werlin, que conhecia Porsche dos tempos da Daimler-Benz, intermediou o encontro de Porsche com Hitler. Neste encontro, Hitler mostrou-se bem-informado sobre os projetos de Porsche na NSU e com opinião formada sobre o "carro do povo". Hitler tinha pronta uma lista de exigências a serem cumpridas por Porsche, caso o contrato fosse efetivamente firmado:
- O carro deveria carregar dois adultos e três crianças (uma típica família alemã da época, e Hitler não queria separar as crianças de seus pais);
- Deveria alcançar e manter a velocidade média de 100 km/h;
- O consumo de combustível, mesmo com a exigência acima, não deveria ser maior que 13 km/litro (devido à pouca disponibilidade de combustível);
- O motor que executasse essas tarefas deveria ser refrigerado a ar, pois muitos alemães não possuíam garagens com aquecimento, e se possível a diesel e na dianteira;
- O carro deveria ser capaz de carregar três soldados e uma metralhadora;
- O preço deveria ser menor do que mil marcos imperiais (o preço de uma boa motocicleta na época).

Adolf Hitler solicitou que Porsche colocasse suas ideias no papel, o que ele fez em 17 de janeiro de 1934. Ele encaminhou uma cópia a Hitler e publicou o seu estudo chamado "Estudo Sobre o Desenho e Construção do Carro Popular Alemão". Ali, Porsche discorreu sobre a situação do mercado, as necessidades do povo alemão, sua convicção na viabilidade de um motor a gasolina e traseiro (ao contrário do que Hitler queria) e, principalmente, fez um estudo comparativo com outros carros alemães frente ao seu projeto, onde concluía pela inviabilidade de vender o carro por menos de 1 500 marcos. Hitler leu o estudo, mas manteve-se irredutível quanto à questão do preço, o que preocupou Porsche.
Após alguns discursos sobre o projeto, Hitler finalmente colocaria a Associação de Fabricantes de Automóveis Alemães (RDA, na sigla em alemão) encarregada da execução do projeto. Apesar dos temores de Porsche, Werlin o convenceu a aceitar a verba de vinte mil marcos por mês para desenvolver o projeto. Assim, em 22 de junho de 1934 o contrato foi assinado, e os equipamentos foram instalados na casa de Porsche em Estugarda. A equipe de Porsche era liderada por Karl Rabe, e contava com o designer Erwin Komenda (responsável pelo desenho da carroceria), Franz Xaver Reimspiess (que desenvolveria o motor final e o logotipo VW), Joseph Kales, Karl Fröhlich, Josef Mickl, Josef Zahradnik, e o filho de Porsche, Ferry.

### Os problemas do projeto

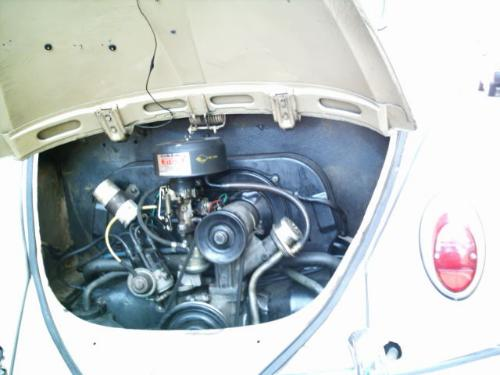
Motor 1 300 do fusca, vendo-se a correia de borracha que propicia a refrigeração a ar através do giro da ventoinha do motor, localizada atrás da "capelinha".

Sistema de arrefecimento com refrigeração a ar do fusca.

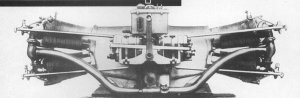
Motor aeronáutico desenvolvido pelo Dr. Porsche, em 1909.

Havia outros problemas além das exigências de Hitler. Porsche rapidamente conseguiu a oposição da RDA, que era a associação de classe dos fabricantes de carros na Alemanha, para o projeto do Volkswagen. Acostumada com a produção de carros de luxo, a associação esperava que o projeto não seguisse adiante. Por outro lado, a intervenção governamental preocupava as empresas que pretendiam se lançar por conta própria no mercado de carros populares — um exemplo era o executivo da Opel (e ironicamente futuro presidente da VW), Heinrich Nordhoff, que defendia que um automóvel não deveria ser produzido pelo governo e sim pelos fabricantes.
Não bastasse a oposição política, o Fusca deveria agora passar pela aprovação da própria RDA, que iria custear o projeto (função que Hitler lhe havia entregado), através de uma série rigorosa de testes jamais antes aplicada a carro algum.
As dificuldades técnicas envolvidas no projeto não eram menores. Fabricar um carro pequeno que tivesse o desempenho e confiabilidade das especificações era um desafio bem maior que o projeto de outros carros da época, e exigia o desenvolvimento de novas tecnologias e de soluções inteligentes.
O motor foi uma dificuldade à parte. Primeiro, foram tentados motores de dois e três cilindros, para reduzir os custos, mas eles não eram confiáveis e não produziam a potência necessária para o carro.
Para economizar espaço pela eliminação do radiador, optou-se por um motor refrigerado a ar. Como o motor era traseiro, havia problemas técnicos para a tomada de ar para a refrigeração.
Um engenheiro da equipe de Porsche sugeriu usar um motor radial de cinco cilindros, oriundo do Typ 12 (que tinha a vantagem de já estar pronto). Inicialmente a ideia pareceu absurda, pois este era um "motor de avião". No entanto, por algum tempo, tentou-se esta solução.
Finalmente, após testes com um motor vertical, alguns horizontais e até alguns dois tempos, e com os prazos cada vez mais curtos, Reimspiess desenvolveu um desenho funcional de um motor traseiro de quatro cilindros (boxer oposto dois a dois) refrigerado a ar. Ironicamente baseado em um motor de avião desenvolvido pelo próprio Porsche anos antes (1909), este motor se provou mais confiável, silencioso, econômico e barato do que todos os outros da época. Denominado E-Motor (o E indicando quantas tentativas foram feitas até se chegar ao desenho final), o motor era basicamente igual ao atual, salvo pela bomba de combustível elétrica (substituída pela bomba mecânica, mais confiável) e pelo virabrequim em ferro fundido.
A escolha do motor de quatro cilindros teve a oposição ferrenha de Heinrich Nordhoff (então representando a RDA), mas esta foi a escolha final. Chapas de metal curvado, encurtando o capô dianteiro e a traseira "corcunda", acabaram por dar ao carro o aspecto característico de "besouro".
Um problema com a traseira tão curta foi obter espaço para o motor. Uma ideia genial, adotada no Fusca, foi inclinar o motor levemente para dentro, o que economizava preciosos centímetros do capô.
No mais, a suspensão era resistente, por barras de torção, e a carroceria era sólida, o que reforçava a ideia de um carro popular e durável.

### Os primeiros protótipos
O prazo para desenvolver o projeto era exíguo, apenas seis meses. Em dezembro de 1934 o número de protótipos encomendados passou para 3, de acordo com a filosofia de Porsche. Embora o prazo fosse curto, Porsche temia desagradar a Hitler, e portanto, em 1935, dois modelos ainda um tanto rústicos estavam prontos. Com fundo de madeira e motores dois tempos de 850cc, os modelos eram um sedan de carroceria fechada — chamado Versuch 1 (V1), ou "Protótipo 1" — e um conversível, V2, feito para agradar ao Führer, entusiasta por conversíveis.
Em 12 de outubro de 1936 os dois pré-protótipos, mais um com carroceria em aço (que somado a outros dois em aço, construídos com a ajuda da Daimler-Benz, formariam a Série W30) foram entregues à RDA para os testes (dois dos carros contavam com o motor que acabaria sendo escolhido para o Fusca). Em três meses cada um deles rodou 50 mil quilômetros, enfrentando os piores terrenos, durante uma rotina de testes seis dias por semana. Para satisfação de Porsche, o relatório final da RDA aprovava o projeto. Os problemas ficaram apenas no freio, que ainda era a varão, e o virabrequim (girabrequim), que quebrava com frequência.

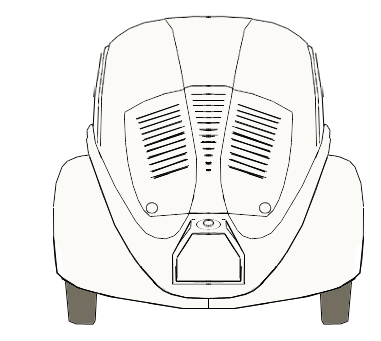
Representação da traseira do protótipo VW30. Observe-se a ausência dos para-choques e da janela traseira. Os rasgos serviam tanto como janela quanto para ventilação.

Em 1937 foram produzidos trinta modelos de uma versão revisada do projeto, incluindo modificações oriundas da bateria de testes anterior. Produzidos pela Daimler-Benz e financiados pela RDA, essa série ficou conhecida como VW30, e era muito semelhante ao produto final, embora sem janela traseira e sem para-choques (nas primeiras fases do projeto, posteriormente foram equipados com para-choques). Esses modelos foram submetidos a uma bateria de testes ainda mais dura, chegando os trinta em conjunto a rodar 2,4 milhões de quilômetros nas mãos de membros da SS, a tropa de elite de Hitler.

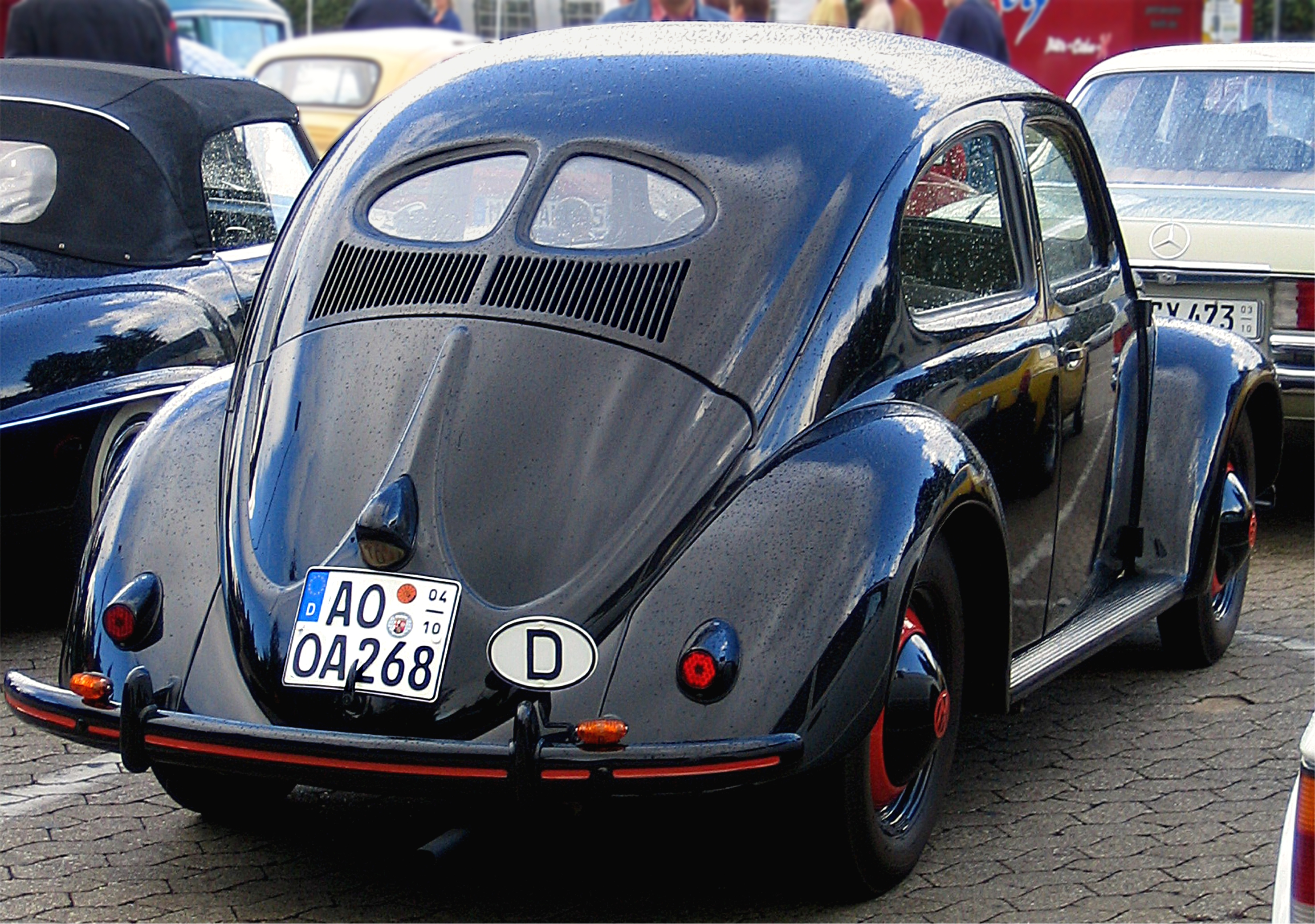
1950: modelo Standard, apenas 50 unidades trazidas para o Brasil. Sem frisos ou cromados, essa versão é virtualmente idêntica aos modelos que ficaram prontos em 1938.

Após testes tão completos, a estrutura do carro ficaria praticamente concluída, faltando apenas acertar os detalhes da carroceria. Em 1936–1937 Porsche havia viajado para os Estados Unidos, onde pôde acompanhar os processos de fabricação em série. De lá ele trouxe alemães habituados a trabalhar em Detroit, que o ajudariam a viabilizar a fabricação em massa do projeto. Contando com essa ajuda, Erwin Komenda pôde então trabalhar na forma final do carro. Ele fez então uma maquete de pré-produção, em madeira e tamanho natural. Dentre as mudanças mais visíveis estão as janelas traseiras bipartidas (incorporadas em 1937 pela Reutter), a tampa do motor e do capô, e as portas com abertura normal, além dos estribos (os modelos de teste ficavam muito sujos nas estradas mais precárias).
Com a finalização do projeto, máquinas e ferramentas foram também trazidas dos Estados Unidos. Cerca de quarenta e quatro modelos em metal dessa nova série (VW38/39) foram então fabricados, para altos executivos e para fins de propaganda e exibição.
Paralelo a isso, a Tatra, fabricante dos T77 e T87 na Tchecoslováquia, vinha desenvolvendo carros semelhantes ao Fusca desde 1932 (protótipo V570). Hitler era um admirador dos velozes carros, e certa vez comentou: "Estes são os carros para minhas autobahns". Coincidentemente ou não Porsche conhecia Hanz Ledwinka, o projetista dos Tatras. Com a finalização dos testes do Fusca e sua iminente entrada em produção, a Tatra foi forçada pelas forças de ocupação alemãs a desistir do projeto T97 (praticamente igual ao protótipo VW30).

#### O destino dos vários protótipos
O Fusca gerou um número incomum de protótipos e modelos pré-produção. Após a finalização do projeto, Hitler ficou temeroso de que todas as tribulações do projeto se tornassem públicas, manchando a imagem da superioridade alemã que ele tanto pregava. Assim, após a certeza de que os modelos de pré-produção (V1, V2, VW3, VW30) não seriam mais necessários, o Führer ordenou o desmantelamento de todos eles, tarefa que ficou novamente a cargo da SS. Estava assim encerrado o longo ciclo de projeto do carro, após quatro anos e milhões de Reichmarks investidos.
Existiram pouco mais de 40 protótipos Volkswagen até a conclusão do projeto — um V1, um V2, três VW3, trinta VW30, três modelos finais de madeira e os três VW38 presentes na cerimônia de fundação da fábrica. O número não é exato, entretanto, devido ao fato de alguns Versuch (V1 e V2) terem sido aproveitados na construção dos VW3, e de igual maneira alguns (senão todos) VW3 terem se tornado VW30. Embora deles oficialmente só tenham restado desenhos e fotos, o chassi do VW30, número 26, sobreviveu até nossos dias, tendo sido recuperado em um ferro-velho austríaco. Esse chassi foi utilizado em um Kübelwagen, o que evitou sua destruição. Existem planos por parte de seu atual proprietário de restaurá-lo. Além disso, rumores não confirmados dão conta de que um VW30 cabriolet teria sobrevivido na Tchecoslováquia.
Os protótipos NSU 32, Zundapp 12 e Aerocoupe (um coupé aerodinâmico que viria a ser o embrião dos futuros Porsche 356 pertenciam ao Professor Porsche, e todos (menos o Zundapp 12 e um dos Aerocoupe) sobreviveram à guerra.
Paralelo a isso, a Volkswagen encomendou ao restaurador Werner Zinke réplicas dos modelos VW3 (1998) e VW30 (2000), que hoje se encontram no Museu Volkswagen. Conta-se que, por ocasião dos sessenta anos da Volks (1938–1998), a ideia da diretoria era construir uma réplica do V1, mas acabou-se encomendando o VW3, ao custo aproximado de DM 300 000,00.
Quanto aos veículos pré-série VW38, embora os que participaram da cerimônia de fundação tenham se perdido, um sedan foi resgatado na década de 1950. Convertido para carvão durante a guerra, este veículo foi restaurado pela própria Volkswagen e se encontra hoje em um museu. Junto com ele se encontra outro VW38, que havia sido presenteado a Hitler.
Somando a estes existe um terceiro VW38, encontrado na Lituânia. Está atualmente (2009) em restauração, e pertence ao mesmo dono do W30 n° 26.
Observe que todas as placas dos modelos citados começavam com as letras IIIA. Essas letras eram na verdade o prefixo para todos os carros registrados na região de Estugarda entre 1906 e 1945. Atualmente um bom exemplo é o prefixo WOB, utilizado nos carros de Wolfsburg, e o prefixo S, para a atual Stuttgart.

### O início da produção

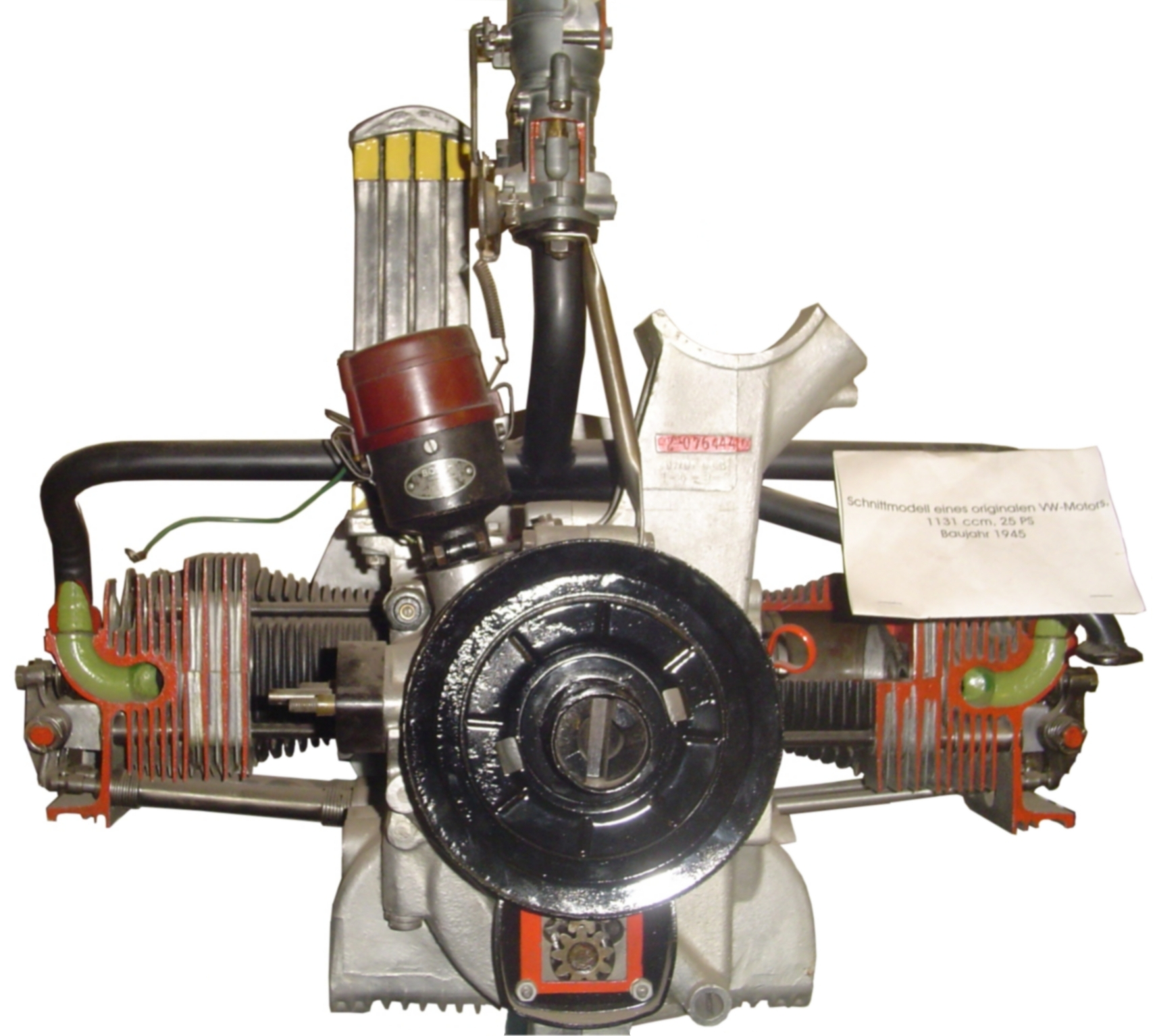
O motor 1100 de 1945.

Devido a um pedido de subsídio que a RDA fez, e à oposição de Porsche a este pedido, a RDA acabou rompendo com o projeto do Volkswagen. Porsche estava convencido que com um bem planejado sistema de produção em massa poderia construir o carro ao preço sugerido e sem o subsídio.
Foi fundado então já em 1937 a Gesellschaft zur Vorbereitung des Deutschen Volkswagen, GmbH (GeZuVor), em português, "Sociedade para a Produção do Automóvel Popular Alemão", ficando responsável pela produção do carro. O GeZuVor era parte integrante do Deutsches Arbeiter Front (DAF), ou "Frente de Trabalhadores Alemães", que era uma organização custeada por contribuições dos trabalhadores. Uma outra seção chamada "Kraft durch Freude", (ou KdF), "Força pela Alegria" ficou responsável pelo sistema de vendas do carro.
O carro foi batizado oficialmente de KdF-wagen, e a KdF decidiu que cada carro seria vendido por um sistema em que o interessado deveria pagar cinco marcos por semana e tomar posse do carro apenas depois de completar os pagamentos (parecido com o "consórcio" que existe no Brasil). Apesar de não saberem exatamente quando o carro ficaria pronto, cerca de 175 mil alemães aderiram ao plano.
Em 26 de maio de 1938 foi colocada a pedra basilar da fábrica, com a presença do próprio Hitler. Mais de setenta mil pessoas participaram da solenidade. O evento teve pesada cobertura da mídia alemã, gerando alguma repercussão internacional, ideia do próprio Hitler, que pretendia exportar o carro para vários países.
Em 15 de agosto de 1940 o primeiro KdF Wagen deixou oficialmente a linha de produção, agora com nome interno "VW Typ 1". Era azul escuro/acinzentado, assim como seriam todos os KdF vendidos. Entretanto, até 1944 apenas 640 deles seriam produzidos, e nenhum chegaria às mãos dos que aderiram ao plano dos 5 marcos. Todos seriam distribuídos entre a elite do partido nazista.

### A Volkswagen na Segunda Guerra Mundial
No entanto, em 1939, com a inevitável eclosão de uma guerra na Europa, todos os recursos disponíveis foram destinados ao esforço de guerra alemão. A Volkswagen, anteriormente um grande instrumento de propaganda da capacidade tecnológica alemã, foi rapidamente integrada às ambições militares de Hitler. A produção foi interrompida após fabricação de poucas unidades, e a fábrica foi dedicada a produzir veículos de guerra baseados na plataforma do Fusca — usos previstos por Porsche, em seu projeto de carroceria separada do chassis, e pelo próprio Hitler, que tinha este uso em mente por trás da própria iniciativa em financiar todo o projeto.
Prisioneiros de guerra franceses e russos foram utilizados como mão de obra, atitude que levaria a prisão de Porsche na França, posteriormente.
Os veículos produzidos nesta época foram:
- Kübelwagen — Versão alemã do futuro jipe americano, era basicamente um Fusca com carroceria angulosa e aberta. Seu nome significa "carro caixote", uma alusão aos bancos simples dos primeiros protótipos do jipe ("Kübelsitzwagen", "carro com assentos de caixote", typ 62). Foram desenvolvidas versões 4x2 e algumas poucas 4x4, e sua produção se estendeu até pouco depois da guerra. Cerca de 52 000 unidades do typ 82 foram produzidas.
- Schwimmwagen — Como indica seu nome (carro nadador), era um carro anfíbio, baseado no Kübelwagen 4x4. Cerca de 14 000 unidades produzidas.
- Kommandeurwagen — Carro utilizado pelos oficiais na África e partes da Europa, era basicamente um Kübelwagen 4x4 com a carroceria arredondada do Fusca de uso civil. Existiu nas versões "typ 82", "83" e "87". 669 unidades produzidas.

Além destes veículos algumas versões civis chegaram a ser produzidas, além de alguns veículos pitorescos, como a versão "Holzbrenner" do Fusca, movida à pirólise (queima) de madeira. A Volkswagen em si também esteve envolvida com projetos mais sinistros, como a bomba V-2.
|                              |                          |                        |                          |                          |
| 1943 Kübelwagen 25 hp 1131cc | Kübelwagen               | Kübelwagen             | Kommandeurwagen (typ 82) | Kommandeurwagen (typ 82) |
|                              |                          |                        |                          |                          |
| Kommandeurwagen (typ 83)     | Kommandeurwagen (typ 83) | Schwimmwagen (typ 166) | Schwimmwagen             | Schwimmwagen             |

### A retomada da produção no pós-guerra

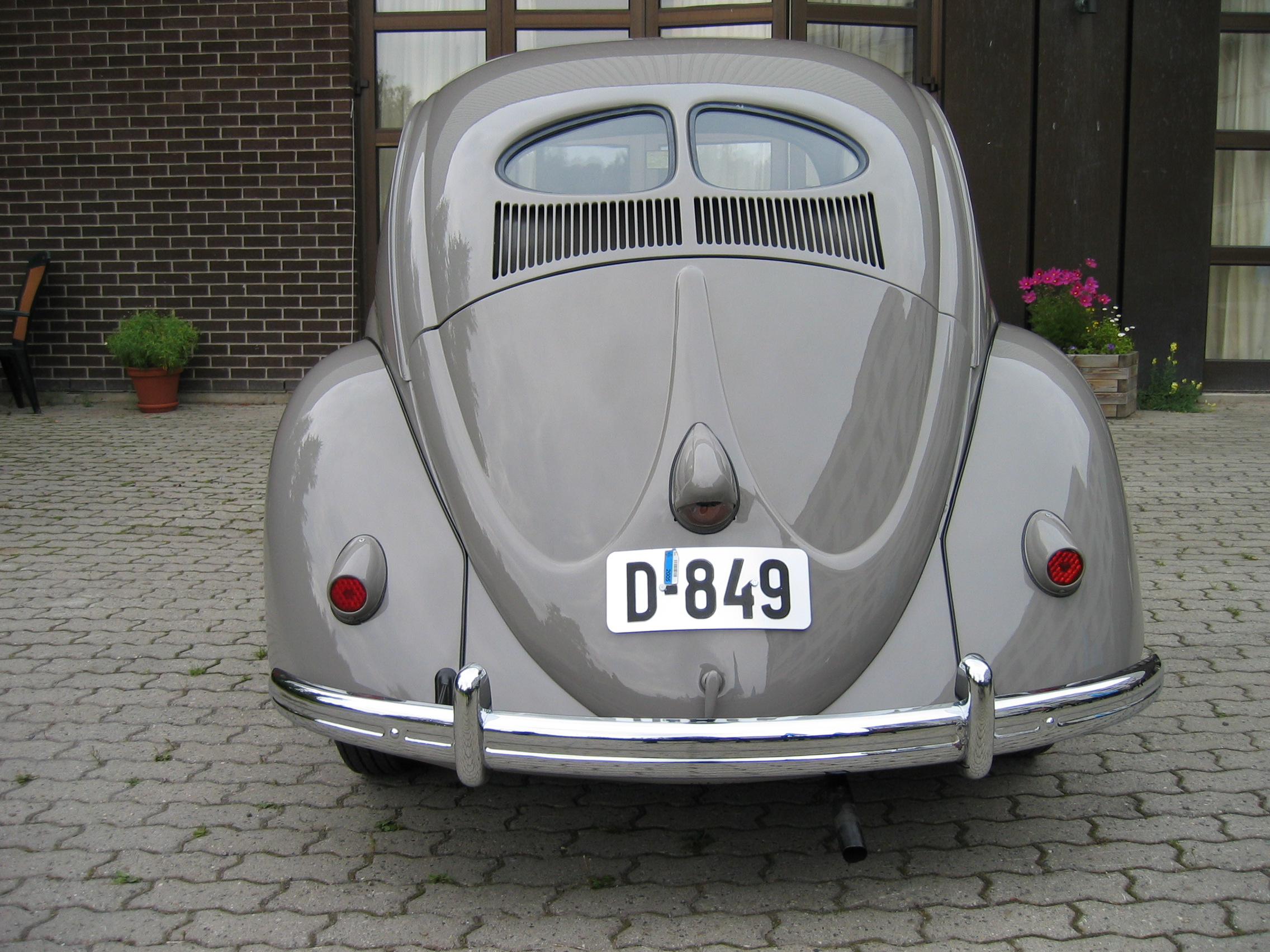
A icônica janela bi-partida, introduzida em 1938, que se tornaria um dos símbolos do carro (na foto, um modelo de 1949).

Após a guerra, a Alemanha foi dividida em zonas que ficaram sob controle dos aliados. A zona em que ficava a fábrica da Volkswagen, complexo chamado de "Cidade KdF", rebatizada após a guerra de Wolfsburg, ficou na zona controlada pelos britânicos. O comando da fábrica ficou nas mãos do Major Ivan Hirst, que se tornaria um apaixonado pelo Fusca.
Os britânicos, sem saberem exatamente o que fazer com a fábrica, acabaram por reativar a produção em agosto de 1945, para produzir carros para as forças de ocupação e para o serviço público alemão. Apesar dos intensos bombardeios sofridos pela fábrica durante a guerra, grande parte das ferramentas haviam sido movidas para os porões, tornando a retomada da produção algo relativamente simples. Datam deste período algumas variações interessantes, como pick-ups e furgões, utilizadas em serviços públicos como hospitais e correios.
No entanto, os britânicos não desejavam administrar para sempre a fábrica e tinham de encontrar uma forma de passá-la para o governo alemão. A solução foi chamar o antigo dirigente da RDA, e inimigo do Fusca nos seus primórdios, Heinz Nordhoff, para assumir a fábrica. Fê-lo em janeiro de 1948, com carta branca do Major Hirst, e ficou no cargo até sua morte em abril de 1968. Logo Nordhoff percebeu que a única forma de expandir a fábrica, e gerar importantes empregos para os alemães no pós-guerra, era exportar os Fuscas, particularmente para os Estados Unidos.

Nos Estados Unidos os Fuscas se tornaram uma paixão, mesmo sem muita propaganda, que era feita da boca para o ouvido, entre os apaixonados pelo "carrinho".

### O sucesso e o fim da produção
O Fusca não foi sempre o mais barato dos carros, como pode-se pensar a princípio, e de fato vendeu pouco nos primeiros anos de importação/produção na maioria dos diversos países onde a Volkswagen se instalou. Em 1949, por exemplo, a Volkswagen firmou um acordo com a americana Chrysler para usar a rede de concessionárias desta última para vender o Fusca. No ano inteiro apenas dois carros foram vendidos nos Estados Unidos.
As razões para esse início tímido variam. Alguns países tinham um embargo contra produtos alemães (uma fábrica na Irlanda foi construída para contornar esta situação), e a moeda, que até 1948 era o Reichsmark, atrapalhava um pouco a economia e, por tabela, a fábrica. Sem a vantagem de uma produção em larga escala o custo do carro não seria viável. E, além disso, os consumidores estavam acostumados a diferentes paradigmas de produção, e estranhavam muito a configuração incomum do carro, com seu motor traseiro e sua forma arredondada, sem radiador.
Mas logo que as dificuldades econômicas foram superadas, rapidamente a fama de "indestrutível" do carro começou a se disseminar, ajudada pela mecânica simples (menos coisas para dar errado), pela oferta e esquema de distribuição de peças sobressalentes e, principalmente, pelo marketing da Volkswagen, que soube capitalizar sobre a resistência do carro.
Logo o Fusca dominou sua fatia de mercado na maioria dos lugares onde foi lançado, ajudado pela precariedade dos concorrentes diretos e pelo boom de crescimento dos países vitoriosos na II Guerra (principalmente Estados Unidos). A Volkswagen aproveitou para expandir a linha de veículos (todos ainda a ar), como a Kombi, o Karmann Ghia, etc. Além disso a facilidade da mecânica permitia alterações personalizadas, abrindo caminho para adaptações feitas por empresas independentes — como roadsters (o famoso Hebmüller) e mesmo sedãs (coupé Stoll).
Tal versatilidade de projeto permitiria à Volkswagen diversificar sua linha aproveitando a plataforma e/ou componentes do Fusca. A Kombi foi a primeira derivação de porte, já em 1950. Embora utilizasse um chassi próprio, sua mecânica era a mesma do Fusca, e mesmo seu desenho foi pensado para refletir aquele do seu "irmão mais velho" — pode-se perceber claramente a inspiração no desenho da dianteira, nas linhas que seguem das janelas para se encontrar entre os faróis, como se fosse o capô do Fusca.
Em 1951 foi desenvolvido o motor a diesel Tipo 508, para equipar o Fusca e a Kombi. Dois protótipos deste motor foram testados nos veículos até que o Fusca foi roubado e, mais tarde, recuperado próximo da fronteira com a Suíça. Apesar de o motor apresentar baixo consumo, problemas como excesso de ruído e a pequena potência, acabaram por encerrar o projeto.
Logo em seguida viria o icônico Karmann Ghia, que permitiria a Volkswagen entrar timidamente no mercado de carros luxuosos. Já no final da década de 1950 o Fusca se mostrava uma aposta certeira para a Volkswagen, que se expandia rapidamente para além-mar (chegaria no Brasil, por exemplo, já em 1957). Sua robustez e versatilidade permitiram a criação da linha Volkswagen "a ar", contando com os modelos citados acima, além dos novos Type 3 e 4 (variações semelhantes aos nossos Volkswagen TL, Variant e 1 600).

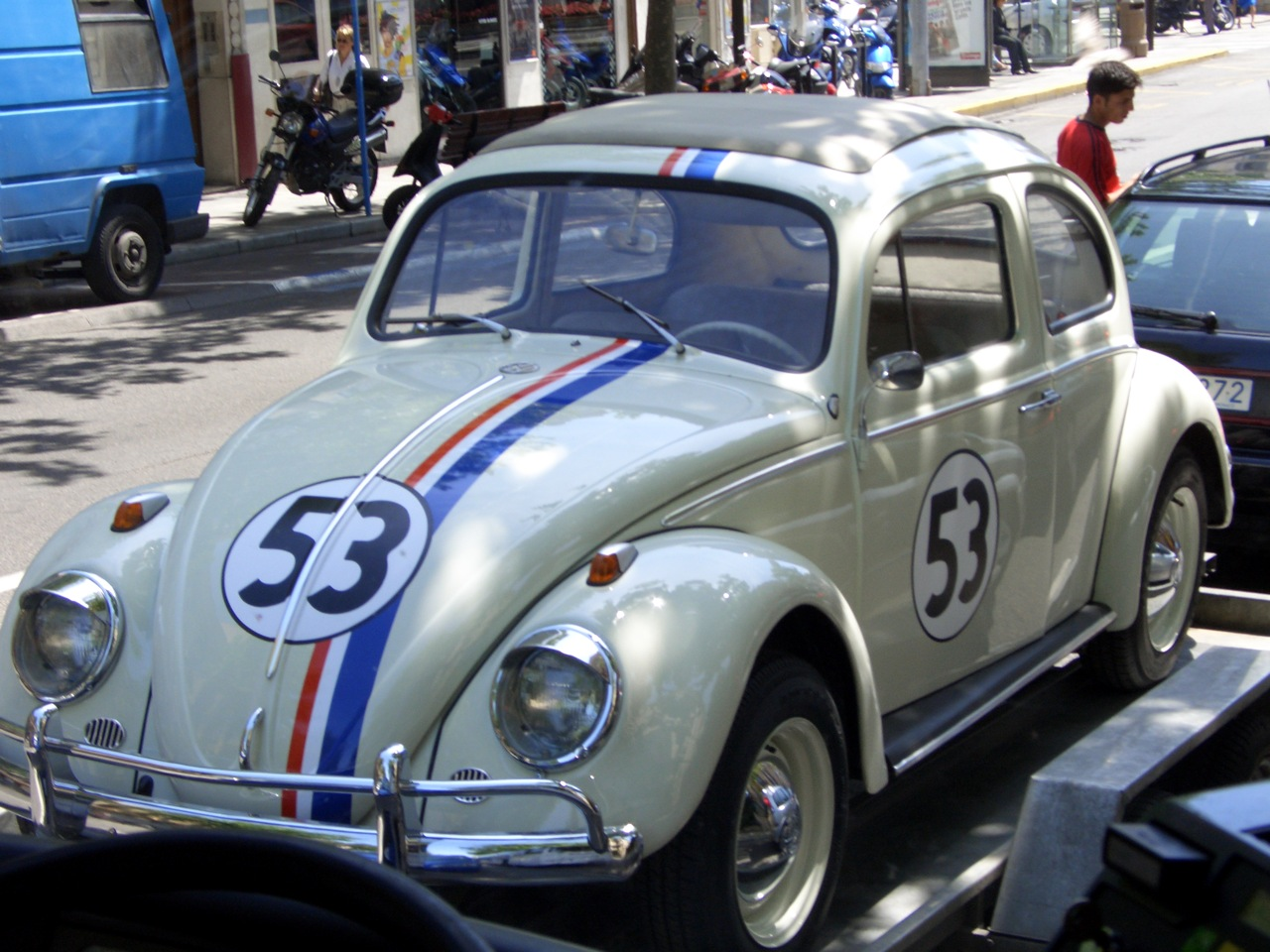
Fusca "fantasiado" de Herbie, personagem do filme Se Meu Fusca Falasse que apareceu em, ao todo, seis produções cinematográficas realizadas entre 1968 e 2005.

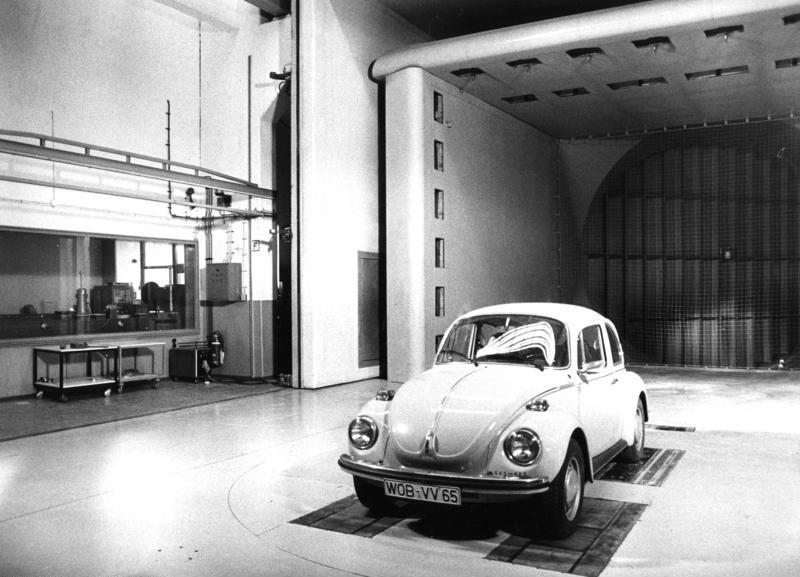
Um fusca num túnel de vento (1973).

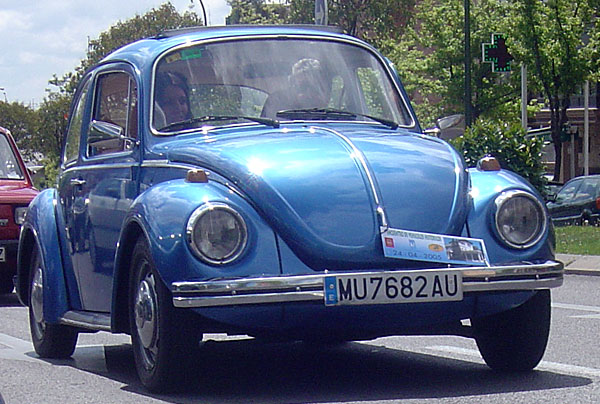
O modelo 1303, com suspensão dianteira MacPherson e com porta-malas maior.

O sucesso do Fusca evidentemente colocou a Volkswagen em posição privilegiada. Entretanto esta posição era frágil, uma vez que estava largamente baseada apenas em um carro — e qualquer decisão errada feita no modelo poderia levar ao colapso da firma inteira. Para piorar a situação, após a guerra a Tatra processou a Volkswagen pela quebra de várias de suas patentes. A questão foi resolvida fora dos tribunais em 1961, com uma cifra que acabou prejudicando os investimentos na renovação do Fusca durante a década seguinte.
Tais fatores impediriam a Volks de realizar qualquer mudança radical no carro — não que ela não tenha tentado. Vários protótipos chegaram a ser testados como o EA 97/1, uma clara tentativa de atualizar o carro nos anos 1950. Outros protótipos visando substituir o carro foram criados, e alguns ganharam as ruas como modelos de produção paralelos ao Fusca — caso da Brasília brasileira, por exemplo. Uma versão "modernizada" do carro até ganharia discretamente as ruas na década de 1970 — conhecida como modelo "1 303", contava com suspensão frontal tipo MacPherson, para-brisa envolvente, painel protuberante e mais espaço no porta-malas.
Porém nenhum conseguiu suplantar as vendas do Fusca (a Brasília chegaria a fazê-lo no Brasil, mas já no final do ciclo da linha a ar). A popularidade do Fusca só aumentava, e em 1973 ocorreu o auge da popularidade e produção, com 1,25 milhões de unidades produzidas no ano.
Entretanto, o fim da linha já estava a caminho desde os anos 1960. A linha "a ar" não duraria para sempre, e o fluxo de caixa parecia não permitir investimentos em novas tecnologias. A solução seria comprar a tecnologia necessária para novos carros, ao invés de investir em pesquisa. Assim, utilizando o pico de vendas de seus modelos "a ar", a Volkswagen comprou a rival Auto Union, formada pela fusão de famosas marcas alemãs (a DKW, a Audi, a Horch e a Wanderer, além da NSU). O extenso know-how em motores refrigerados a água dessas empresas permitiria a renovação total da linha VW, garantindo o futuro da empresa após o fim das vendas dos modelos "a ar".
Embora timidamente a princípio (o primeiro Volkswagen "a água", o K70, foi um fracasso), a nova linha começou a se estabelecer em 1973, com o lançamento do Passat. Se a idade do Fusca já começava a gerar dúvidas, a aposta da própria Volkswagen em uma linha refrigerada a água só serviu para ressaltar ainda mais a obsolescência do carro. Já nos anos 1970 a produção começou a cair, sendo encerrada na década de 1980 em todo o mundo — menos no México, onde sua aceitação entre os taxistas deu-lhe uma sobrevida surpreendente, semelhante ao que aconteceu no Brasil com o Volkswagen Santana. Porém, novas leis de emissão mexicanas decretaram o fim do carro em 2003, e o último carro foi enviado para o museu em Wolfsburg.

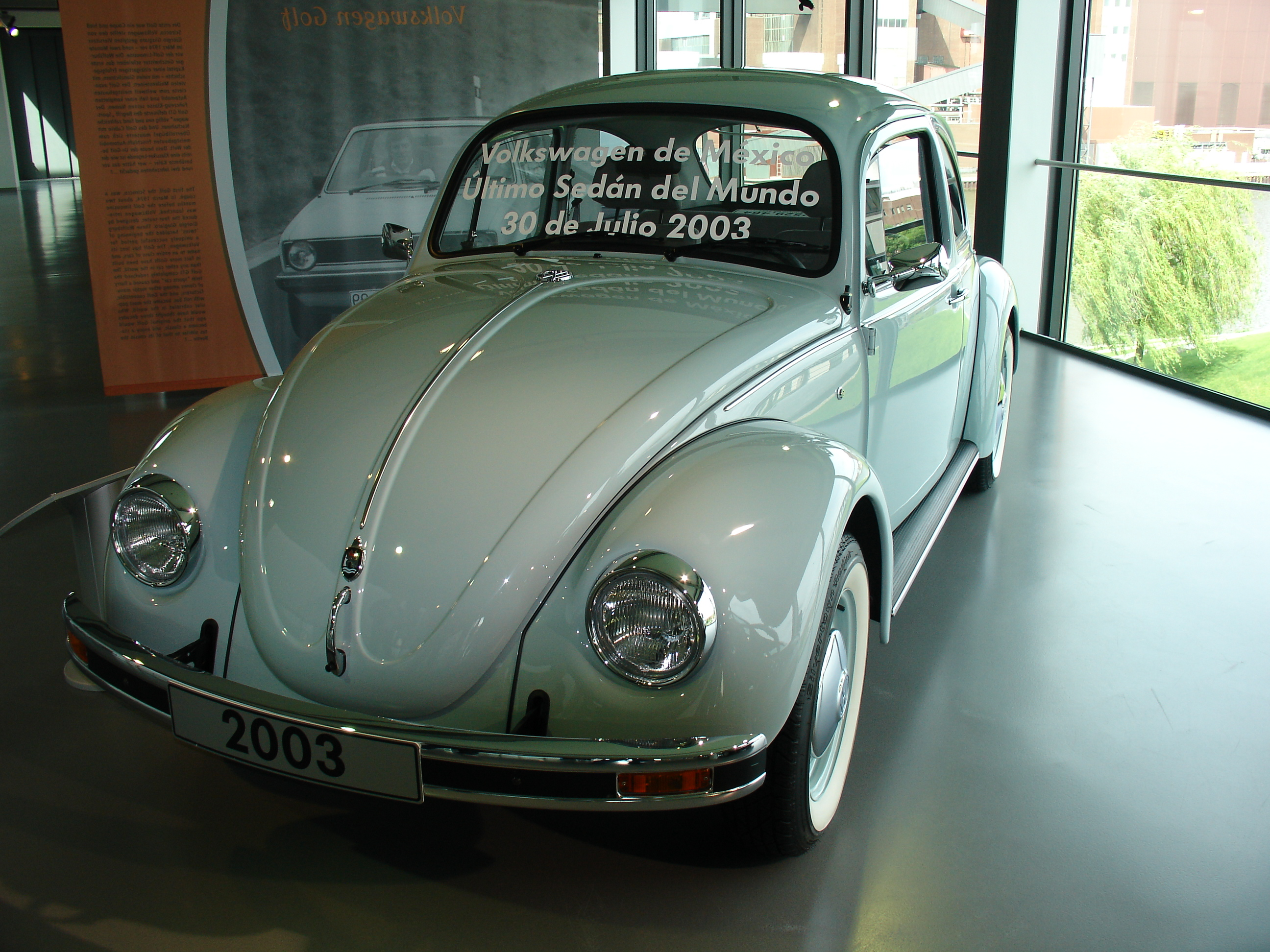
O último Fusca, no museu da Volkswagen

No geral, o multiuso e indestrutível projeto de Porsche, as peculiaridades da economia do pós-guerra, o sucesso das iniciativas de Nordhoff, incluindo peças de publicidade criativas e divertidas, somado ao charme do "carrinho", acabaram tornando o Fusca o carro mais popular da história do automobilismo, superando em 1972 o recorde do Ford modelo T, ao comemorar a produção de 15 007 034 unidades. Com um número final recorde de 21 529 464 Fuscas produzidos no total (não contando os outros modelos a ar ou o New Beetle), o Fusca é o modelo de carro mais vendido no mundo, mantendo basicamente o mesmo projeto (se for considerado apenas as vendas por marca, o nome Corolla já vendeu mais de 30 milhões de carros, mas de várias "gerações" diferentes).
Independentemente das vendas, o Fusca se tornou aos poucos um clássico, com os modelos mais antigos sendo bastante procurados por colecionadores e aficionados e inflacionando rapidamente. Por exemplo, um modelo de 1951 pode atingir, dependendo de suas condições, valores da ordem de até R$ 100 000,00 no Brasil.

### Fim da produção
No dia 3 de janeiro de 2020, a Volkswagen anuncia o fim da produção do fusca em definitivo, lançando um clipe intitulado The Last Mile, com a música Let It Be, dos Beatles. O último modelo saiu da fábrica da Volkswagen em Puebla, México, em junho de 2019. Mas acontece que 2020 também marca o fim da linha Beetle. Nenhum outro veículo será desenvolvido sob a nomenclatura, que, a partir deste ano, existirá apenas no registro histórico da marca.

## Evolução do Fusca no Brasil
A partir de 1950, o "Fusca" começou a ser importado para o Brasil. No dia 11 de setembro de 1950 desembarcaram no porto de Santos 30 Volkswagens e permaneceram por lá em exposição. O sucesso foi imediato, os veículos avaliados em 20 000 cruzeiros, foram vendidos pelo extraordinário valor de 60 000 cruzeiros cada veículo. O modelo importado era o conhecido "Split Window", com vidro traseiro dividido em dois, modelo Export (havia o Standard, mais simples, nunca trazido para o Brasil).
- 1951 — Getúlio Vargas cria a CDI (Comissão de Desenvolvimento Industrial) e uma comissão visita os EUA em busca de montadoras para instalar-se no Brasil em troca de incentivos fiscais e garantia de remessa de lucros as matrizes. A Chrysler, representada aqui pela Brasmotor (ainda existente hoje, sob o nome Brastemp), mostra-se interessada. Inicia-se a montagem do Fusca e Kombi, no Brasil, por esta empresa.
- 1952: O governo Getúlio Vargas, através do Aviso 288 da CEXIM (agosto de 1952), proíbe a importação de autopeças para incentivar a produção nacional. O Volkswagen agora conta com câmbio com 2ª, 3ª, 4ª marchas sincronizada.
- 1953: O Governo lança o Aviso 311 da CEXIM (abril de 1953) proibindo a importação de veículos já montados. A Volkswagen se instala no bairro do Ipiranga, em São Paulo/SP e assume a montagem do veículo. Devido a nova lei, o Fusca passa a ser importado todo desmontando em caixas, chamadas de kits "CKD" ("Completely Knocked Down"). O modelo produzido já era o que tinha janela traseira única, oval.f

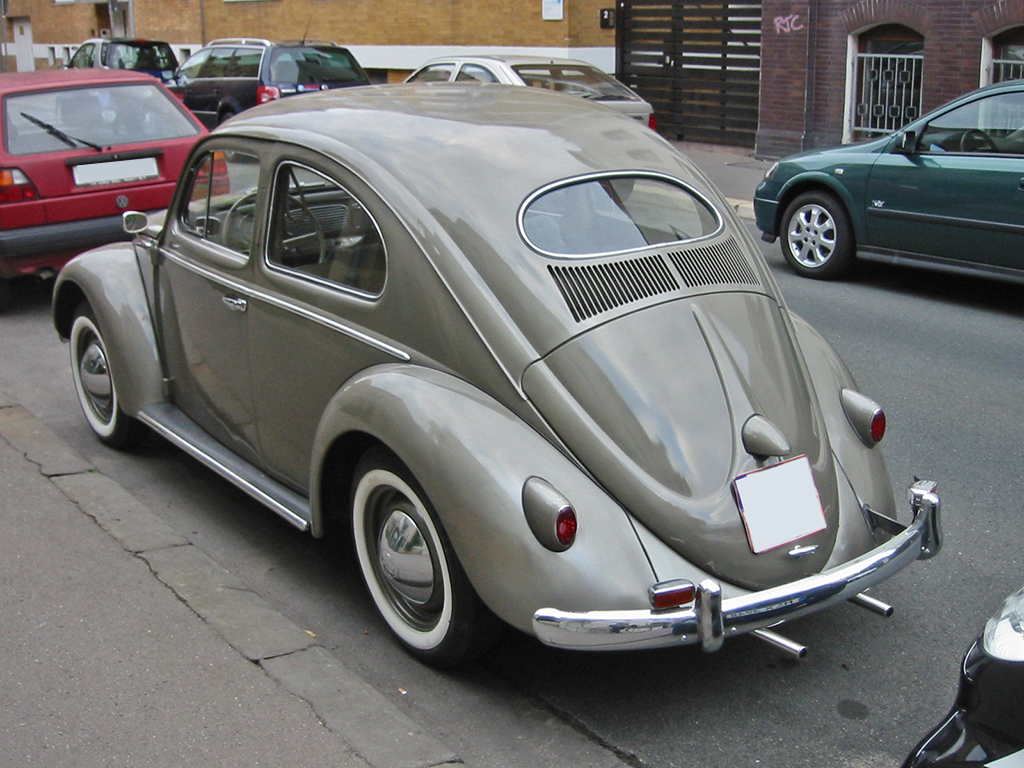
Em 1954 passava a contar com janela traseira oval.

- 1954: Motor 1200 cc com taxa de compressão de 5,8:1 e 30 cv
- 1955: Portas sem vinco na folha interna. Escape com 2 ponteiras cromadas
- 1957: Novo cilindro de roda do freio
- 1958: No modelo 1958 alemão, foi lançado o vidro traseiro retangular, porém no modelo 1958 brasileiro ainda foi fabricado com o teto antigo e o vidro traseiro oval. Nova taxa de compressão 6,6:1, agora com 36 cv.
- 1959: O Fusca passou a ser oficialmente produzido no país com 54% de nacionalização de suas peças. Dentre as novidades, o novo volante cálice; maçanetas externas ganharam botão de acionamento, para-sol emborrachado, dínamo de 160watts. Além da tradicional padronagem interna branco-cinza gelo, torna-se opcional outras padronagens monocromáticas: azul pastel, azul turquesa, verde berilo e bege havana. A janela traseira aumentou de tamanho e passou a ser retangular a partir deste modelo.
- Em 1961 o Fusca ganha um novo câmbio, com novas relações de marchas e a 1ª marcha sincronizada. Nova relação do diferencial (coroa e pinhão 7x31) e o painel ganhou uma alça de segurança para o passageiro.

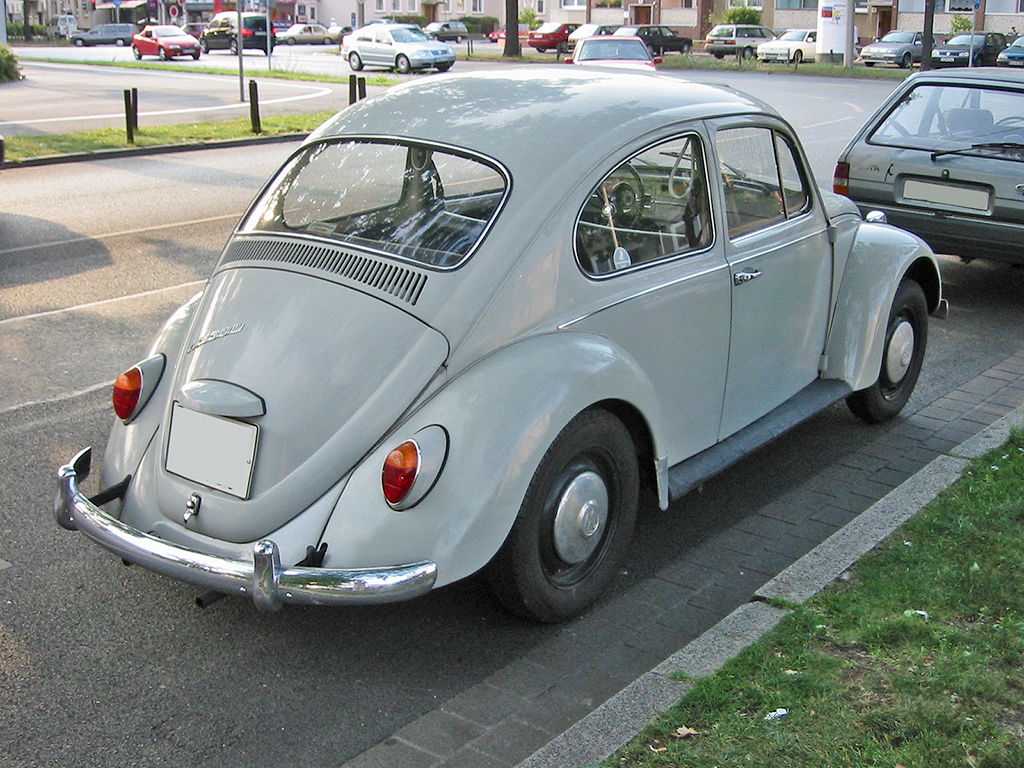
Em 1962, novas lanternas traseiras. A nova janela havia sido introduzida em 1959.

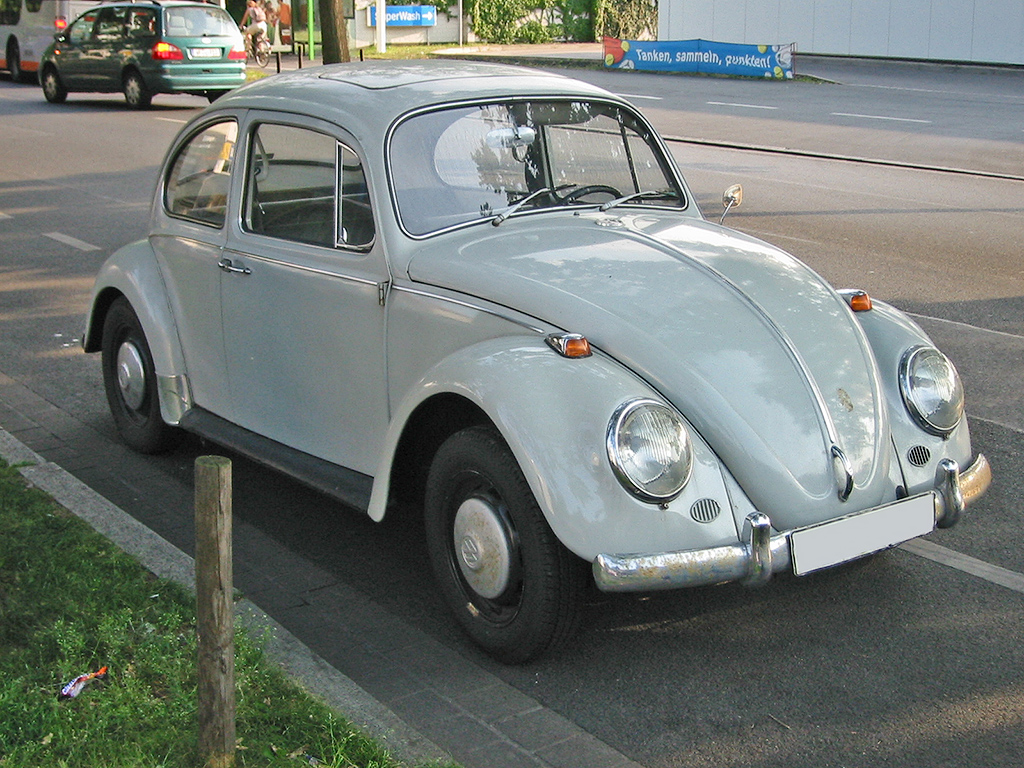
A dianteira tradicional dos anos 1960.

- Em 1962 o "Fusca" passou a ter chassi nacional, faróis com facho assimétrico (o farol slead-bean sai de linha), gancho cabide nos para-choques; nova lanterna traseira bicolor (versão que durou nos modelos standard até 1983). B2-092630 (12/62) — vidros laterais basculantes; reservatório do lavador de para-brisa pneumático, preso no estepe
- Em 1963 ganhou bancos dianteiros quadrados com costura eletrônica; novo descanso de braço, reservatório de fluido de freio de plástico, além de amortecedor de direção.12/63 — bomba de gasolina com filtro
- 1964: Chassi B4-140.230 — nova dobradiça da porta com lubrificação direta no pino (com tampinha de proteção). Chassi B4-142.239 (01/64) — Novo tanque de combustível, mais baixo, que permitia melhor acomodação da bagagem, nova caixa de estepe; Lavador de para-brisa agora preso diretamente na caixa de estepe; uma única caixa de fusíveis no painel (acesso pelo porta-malas) com 7 fusíveis; novas cores e banco com faixa central em tecido "pijaminha". Chassi B4.167.963 (06/64) — limitador de abertura da porta com borracha de vedação. Chassi B4-188.293 — Lanterna de placa maior. Chassi B4-190.292 (11/64) — piscas dianteiros "sorriso curto"; relê de pisca fixado por parafuso. Chassi B4-190.501 (11/64) — Trava de volante e chave de ignição conjugados na mesma peça. 1 de dezembro de 1964 — novos bancos dianteiros de encosto curvo "corcundinha" com faixa de tecido 75% "pijaminha"; forro de teto em uma única peça; Lançamento do Fusca com teto solar, que ficou conhecido como "Cornowagen". Logo o acessório foi rejeitado e muitos proprietários, incomodados com o apelido (segundo rumores dado ao carro por um executivo da Ford)[carece de fontes?] mandaram fechar o teto; Barra de direção e terminais de direção com lubrificação permanente
- 1965: 02/65 — Nova cebolinha de freio. 03/65 — padronizado o tamanho da bateria e sua cinta de fixação. 9 de novembro de 1965 motor B311661 em diante o casquilho do 4º mancal passa a ser montado invertido.
- 1966: 04/66 — O VW perde o brasão do capô. Nesse ano, a Volkswagen assumiu o controle da Vemag, encerrando no ano seguinte as suas atividades. Em outubro de 1966, já como modelo 1967 o Fusca ganha vidro traseiro 20% maior e depois limpador de para-brisas (novos braços e palhetas) parados no lado do motorista. Estes últimos modelos ainda possuíam motor 1 200 e elétrica de 6 volts, tampa traseira com maçaneta de girar (e saia traseira com desenho "H").
- 1967: A Volkswagen lançou motor 1 300 cc com 46 cv no lugar do antigo 1 200 de 36 cv. Houve uma alteração considerável em todo o interior, sendo o estofamento branco gelo, com tecido "pijaminha" e laterais gelo e cinza claro do modelo 1966, substituídos pelo estofamento e laterais pretas neste ano, Nas propagandas, apareciam os carros com uma cauda de tigre saindo da traseira em alusão a maior potência. Novo distribuidor centrífugo de tampa baixa, filtro de ar com bocal de aspiração maior; novo pedal do acelerador deslizante; rodas aro 15 com janelas para refrigeração dos freios; comutador de luz alta foi para a alavanca de seta. Vale notar que foi durante esta época que o Fusca sedimentou a Volkswagen no mercado nacional, permitindo o lançamento de vários derivados no mercado nacional, tais como o VW 1600, o TL, a Variant, o KarmannGhia, o TC, o SP1 e 2, a Variant II e o Brasília.
- 1968: Sistema elétrico de 12 volts. O Fusca ganha retrovisor externo de série, modelo "bracinho". Câmbio com novos sincronizadores na 1ª e 2ª marchas e novos rolamentos com gaiola plástica nas engrenagens do câmbio.
- 1969: Espelho retrovisor "raquete". Em retrospecto, embora muitos falem que o Fusca de 1954 a 1969 só tenha mudado o vigia traseiro e o para-brisa, neste período foram feitas mais de 2 500 mudanças no motor e em outras partes do automóvel.

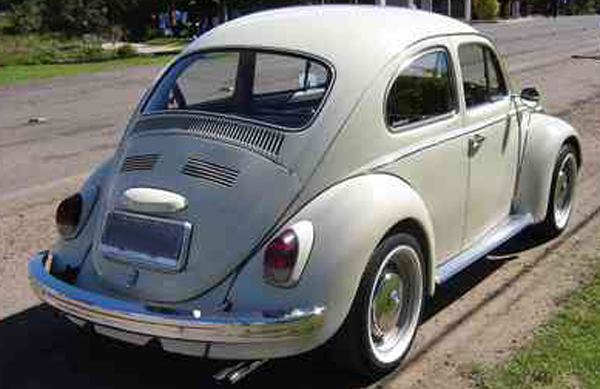
Um Fusca 1 500, traseira e

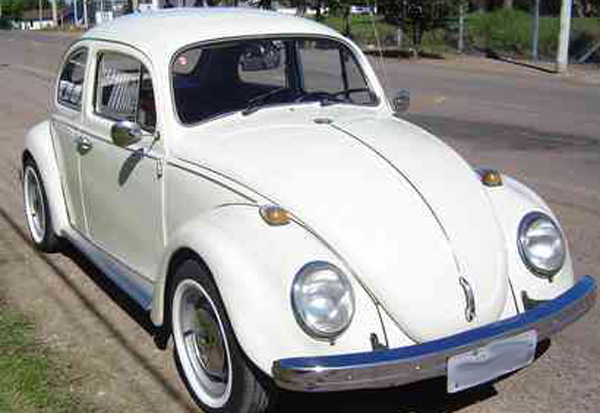
… dianteira.

- 1970: O Fusca ganha cintos de segurança e extintor de incêndio. Nova pedaleira com pedais de embreagem e freio mais afastados. Na 2ª série, mudanças na frente e traseira: para-choques de lâmina simples, novas lanternas traseiras tricolores (incorporadas as luzes de marcha à ré), adoção da grade na tampa traseira, maçaneta do capô dianteiro com botão de segurança. O capô dianteiro e traseiro ficaram mais curtos, para evitar que se prendessem ao para-choque em caso de colisão. Foi lançado o Fuscão, modelo jovem de acabamento requintado e motor 1500 de 52cv. O Fusca 1 500 durou de 1970 até 1975.
- 1971: A Volkswagen é a 1.ª montadora brasileira a realizar testes de impacto (crash-test) para avaliar a segurança da carroceria em caso de colisões.
- 1972: Nova chave de seta; luz de cortesia interna passa da coluna para o meio da porta do motorista.

05/72→ Fuscão 1500: distribuidor tampa alta semelhante ao do 1 200.
- 1973: Novos faróis de perfil reto, padronizado para atender a legislação quanto a altura do facho em relação ao solo. As janelas laterais basculantes e o sistema de ar quente passam a ser opcional. No Fuscão 1 500, as grades do capô traseiro aumentam.

05/73→ Platô de embreagem do tipo chapéu-chinês e guia do rolamento de embreagem 08/73→ chave de seta em plástico corrugado, limpador com 2 velocidades e botão de girar, hastes do limpador de para-brisas presas por porca. 09/73→ Volante bumerangue, botões em plástico maleável com desenhos indicativos da função, chave de seta em plástico, sistema de ventilação interna com saídas atrás do vidro lateral (orelhinhas), 4 tapetes individuais e túnel agora forrado com carrapatinho preto, fim do revestimento de Jacarandá no painel e forros de porta do VW 1500, substituído por um revestimento preto corrugado no painel.

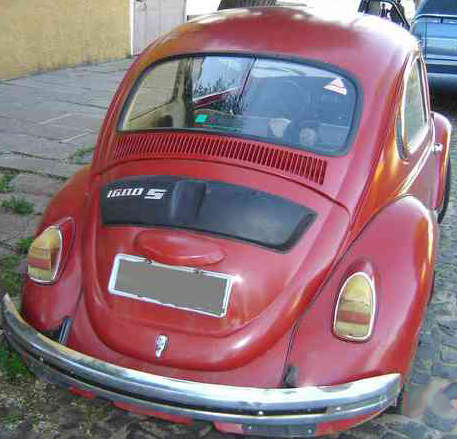
O 1600S, como "O Besourão", ou "Super Fuscão".

- 1974: É lançada a versão 1600S — o besourão. Equipado com bancos reclináveis; volante esportivo Walrod de três raios, painel com conta-giros, marcador de temperatura, relógio e amperímetro. Motor 1600 cc de 65 cv com carburação dupla, rodas aro 14 da Brasília com pneus radiais opcionais. Também tinha uma cobertura plástica na cor preta sobre a tampa traseira, que lembrava as asas de um besouro. Foi inspirado nos VW-s yellow and red racer, modelo alemão com suspensão dianteira McPerson. Com três nomes oficiais, o clássico instantâneo denominado 1 600S, Besourão ou super fuscão compõe com os modelos de teto solar as versões de maior procura pelos colecionadores. nova padronagem do revestimento dos bancos,

02/74→ Tampa de inspeção da caixa de direção e tampa de acesso ao varão do câmbio plástica 03/74→ Distribuidor tampa alta com novo platinado no 1 500 07/74 → 1 300 perde o friso no estribo / fim do emblema VW no capô dianteiro 10/74 → Fim do emblema 1 300 (todos 1 500 tiveram emblema) 11/74→ Caixa de fusíveis c/ 12 fusíveis; filtro de ar elemento de papel; distribuidor tampa alta (1 300) / tampa externa de acesso ao varão do câmbio na caixa (na saia) plástica
12/74→ É introduzido o Pisca Alerta, ao lado esquerdo do cinzeiro. Lanternas traseiras com pisca vermelho
- 1975: É lançada a versão 1 300-L. Lavador de para-brisa com acionamento no pé. Haste e palhetas do para-brisa pintadas de preto. O Fusca 1 300 agora tem rodas de 4 furos. Motor 1 300 com nova taxa de compressão 6,8:1 (motor de numeração BJ)

11/75→ Trilho largo nos bancos dianteiros e trava de segurança no encosto (Resolução Contran 477–74)
- 1976: Farol de lente plana com 1 parafuso aparente.

BJ 321.619 / BS 604.332 (03/76) → pedal do acelerador em plástico
10/76 → É lançado o modelo 77: Novos reforços na carroceria o tornam mais seguro, Tanque de gasolina deslizante em caso de acidente, Coluna de direção antipenetrante (Resolução Contran 477/74) que protege o motorista em caso de colisão frontal, volante estria fina, pára-sóis que abrem lateralmente, novo velocímetro antirreflexivo (fundo preto e ponteiro vermelho), botões do painel com desenhos que brilham a noite, comando do limpador de para brisas na chave de seta e pisca alerta agora conta com botão iluminado e passa para o lugar onde ficava o interruptor do para brisas. Retrovisor interno fixado sob pressão (para romper em caso de acidente), Nova padronagem do revestimento dos bancos, em courvin (1 300) ou com faixa de tecido nas cores preto ou marrom (1 300L ou 1 600)
- 1977: Neste ano o governo Geisel lança um plano para reduzir o consumo de gasolina, a VW passa a equipar o VW 1 300/1 300L com carburador Solex H30 PICS, com nova giclagem para reduzir as emissões e o consumo. O Fusca apareceu com mudanças estruturais e o bocal do tanque, que passou para a lateral direita do carro.
- 1978: O interruptor do pisca-alerta foi transferido para a chave de seta, É adotada uma única chave para portas, capô do motor e ignição. Retrovisor externo de plástico. A Volkswagen monta um laboratório de emissões para avaliar métodos de redução da poluição emitida pelos motores.

01/78→ Respiro do motor com sistema positivo, os gases do cárter agora retornam à admissão. 07/78 → macaco tipo “joelho” / encaixe do macaco no assoalho alterado BJ-859000 e BS-626000 (1 de dezembro de 1978)→ troca de óleo passa a ser feita a cada 7 500 km

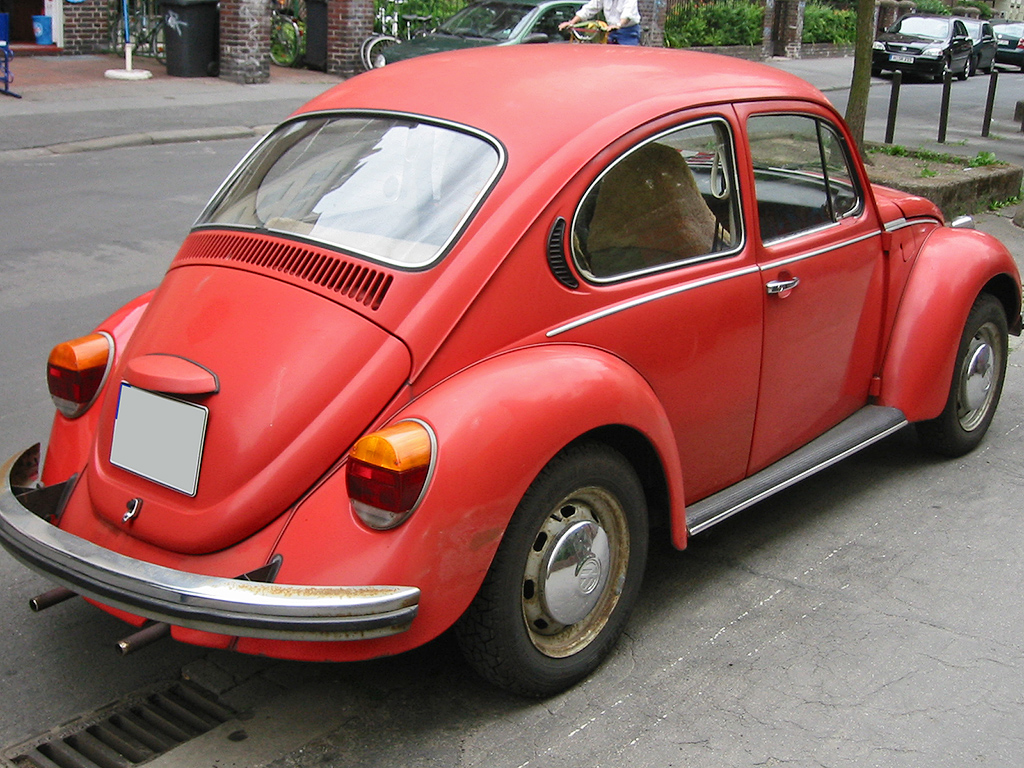
As lanternas "Fafá" do modelo de 1979.

- 1979: Houve uma alteração nos modelos 1 300 L e 1 600, as lanternas traseiras se tornam maiores e passam a ser chamadas "Fafá", em alusão aos grandes seios da cantora Fafá de Belém. A lanterna menor continuou a ser utilizado nas versões 1 300. Volante de plástico injetado, nova manopla do câmbio em plástico, coluna do quebra vento pintada de preto.
- 1980: Foi lançado o Fusca 1 300 com motor a álcool.
- 1982: Ignição eletrônica e alternador de série. Novo painel em plástico com relógios retangulares. Nova versão 1300 GL com "luxos" como rádio AM/FM, acendedor de cigarros, apoio de cabeça nos bancos dianteiros, desembaçador do vidro traseiro, janelas traseiras basculantes, protetor de borracha nos para-choques, aquecimento e novo logotipo 1300 em branco com o GL em vermelho.
- Em 1983 a empresa resolveu rebatizar o modelo no Brasil, adotando finalmente o nome que se tornaria popular, Fusca. Até então o automóvel era oficialmente denominado "VW Sedan" nos registros dos Detrans. A lanterna modelo Fafá passou a ser padrão para este modelo único, fabricado somente com o motor 1 300. Novo respiro do motor de 1 única via, sem o cano que vai para baixo.
- Em 1984 o motor 1 300 deixou de ser produzido. Agora passa a equipá-lo o novo motor 1 600, conhecido como tork, com válvulas de escape maiores, capela de refrigeração com radiador deslocado, válvula de aquecimento de partida a frio (Termac) e o carro passa a contar também com freios a disco na dianteira, mais eficientes. Cinto de segurança de 3 pontos, bancos dianteiros com encosto de cabeça. O VW 1 600 com carburação simples passa a ser equipado com Carburador Solex H30/31 PICT.
- Em 1986 a Volkswagen desistiu de fabricá-lo alegando que era um modelo muito obsoleto, apesar de ser ainda um dos doze carros mais vendidos daquela época. Um dos motivos era a necessidade de abrir espaço em linha de montagem da fábrica de São Bernardo do Campo para o Santana e para o VW Fox (Voyage), a ser exportado para os Estados Unidos.
- Em 1993, por sugestão do então presidente da República Itamar Franco, a empresa voltou a fabricar o modelo, apelidado popularmente de Fusca do Itamar. Itamar queria a fabricação de carros populares (compactos) e sugeriu que o Brasil precisava de um carro como o Fusca. Foi aprovada então a Lei do carro popular, que previa isenções de impostos para os carros com motor 1.0 e também para os que tivessem com refrigeração a ar, sendo assim o Fusca e a Kombi, embora tivessem motores de 1.6l, foram incluídos. O carro vendeu muito menos que da meta esperada pela Volkswagen. A principal justificativa difundida, para que o Fusca não vendesse tão bem, foi ao fato de seu acabamento espartano demais diante dos concorrentes surgidos em meados da década de 1990, como o Fiat Uno Mille e Chevrolet Corsa de primeira geração, não é uma verdade, aliás o que mais pesou foram os preços, muito próximos do Gol, Uno e Corsa. Uma política de venda equivocada, por parte da VW. O Fusca brasileiro já dispunha de vários itens de acabamento e melhorias no seu desempenho e consumo desde 1984, antes mesmo do fenômeno dos automóveis 1.0 nos anos 90 e não ficava devendo em nada ao comparar-se em seu segmento, como por exemplo, em 1993 o Fusca nacional já possuía:
- Freios a disco na dianteira com duplo circuito por eixo;
- Barras estabilizadoras dianteira e traseira;
- Ignição eletrônica e dupla carburação com sistema de reaproveitamento de gases;
- Câmbio de 4 velocidades à frente modernizado e relação de diferencial mais longo;
- Cinto de segurança retrátil de três pontos;
- Bancos dianteiros com encosto para cabeça e reclináveis;
- Luz de ré;
- Pisca-alerta com acionamento na coluna de direção;
- Limpador de duas velocidades com acionamento na coluna de direção;
- Para-brisa laminado degradê;
- Pintura metálica e para-choques na cor do veículo;
- Pneus radiais sem câmara;
- Acendedor de cigarros elétrico;
- Desembaçador elétrico do vigia traseiro (opcional);
- Faróis auxiliares (opcional);
- Vidros verdes (opcional);
- Vidros traseiros basculantes (opcional)
- Escapamento em saída única com catalisador;
- Motor 1.6 melhorado a gasolina ou a álcool com 65 cv;
- Direção com trava na coluna;
- Acabamento interno em carpete (Nos forros laterais era opcional) e tecido nos bancos;
- Em 1996, último ano de produção do Fusca no Brasil, a VW decide lançar uma série especial de despedida, denominada Série Ouro. Nesse segundo período (1993 a 1996), foram produzidos cerca de 47 000 exemplares. A partir deste ano, o único país do mundo que ainda produzia o Fusca era o México. O modelo produzido no México possuía algumas melhorias, como um para-brisa maior e motor com injeção eletrônica de combustível, porém foi no Brasil onde o Fusca teve o maior número de variações e séries especiais e exclusivas ao mercado brasileiro, com a VW do Brasil tendo mais autonomia para elaboração de projetos no Brasil, o que nunca aconteceu no México, dando aos brasileiros uma grande variedade de acabamentos, cores e opcionais à época além de todos os modelos a ar derivados do fusca que foram produzidos pela filial Brasileira, com exclusividade para o mercado do Brasil como: VW-1600 4 portas, Variant I e II, TL, TC, SP1 e 2, VW/KG e a Kombi (pick-up simples, dupla, furgão, standard e luxo). Outro detalhe: O Brasil foi o 2º país do continente a importar o Fusca e a Kombi em 1950 (os EUA foram os primeiros em 1949 e os mexicanos só conheceriam o Fusca em 1954) e foi o 1º a ter uma linha de montagem já em 1951 e uma fábrica provisória da VW em 1953. A VW do Brasil produziu e comercializou 3 367 390 unidades do fusca enquanto que a planta mexicana, produziu 1 800 000. Na verdade, a VW de México sequer deveria ter existido, de acordo com os planos originais de investimento no continente pela VW. Na década de 50, uma comissão da fábrica alemã veio à América Latina, para decidir em qual país montar a 1ª fábrica da VW no continente americano e o Brasil foi escolhido como local de produção e comercialização da VW para todos os países latino-americanos (México incluso), mas a distância geográfica do Brasil e o seu grande mercado interno, praticamente levaram a VW do Brasil a um patamar que se observou somente na Matriz Alemã, tendo a quase totalidade do que era produzido pela VW brasileira sendo vendida no mercado nacional. Os primeiros Volkswagen no México foram apresentados em 1954 na Feira "Alemanha e sua Indústria" na Cidade do México, onde chamaram muita atenção, já que quase toda a frota automotiva da época no país era composta por grandes carros americanos. O Príncipe Alfonso de Hohenlohe (parente de um amigo do Eng. Dr. Ferdinand Porsche e entusiasta por automóveis) decidiu utilizar sete Fuscas para competir na Carrera Panamericana, finalizando a competição todos eles. Em 1955, a Volkswagen Mexicana, S.A. foi fundada. e naquele ano, os primeiros 250 Fuscas foram montados pela Automex (licenciada da Chrysler no México). Na época, o México havia se firmado como um lugar onde muitas montadoras importavam carros em kits CKD e os montavam localmente devido ao seu baixo custo. Em junho daquele ano, foi assinado contrato com a Studebaker-Packard para montagem do Fusca. O mesmo que terminou em 1961. Em 1962, foi instalada uma montadora própria da Volkswagen, chamada Promexa, passando a montar 10 Fuscas por dia. Todos os kits CKD para o Fusca vieram da Alemanha. A partir daquele ano, no México a importação de carros novos não era mais permitida, então qualquer possibilidade de trazer carros prontos da Alemanha ou do Brasil foi descartada. Em janeiro de 1964 foi criada a Volkswagen de México, iniciando em junho de 1965 a construção da fábrica de Puebla, iniciando a produção do Fusca em 1967, já com um percentual muito elevado de peças mexicanas. Poucos sabem, mas a planta brasileira acumulou tamanha experiência na produção de modelos a ar, que foi a responsável por exportar várias peças para os fuscas mexicanos até o encerramento de sua produção em 2003, ainda que o percentual de peças locais nas Fuscas feitas no México fosse superior a 90%, conforme exigido pelas leis mexicanas, que passaram a ser muito rígidas nesse aspecto desde 1962, ou seja, os fuscas mexicanos possuem alguns componentes brasileiros. Também é importante notar que devido a uma maior semelhança com o mexicano modelos para modelos alemães, que a fábrica mexicana foi escolhida para exportar Fuscas para os mercados europeus entre 1978 e 1985.

### Séries especiais (Desenvolvidas pela VW do Brasil)
- Série Ouro: Produzido em 1996, em comemoração ao último ano de produção do Fusca no Brasil;
- Série Prata: Lançado em 1980;
- Fusca GL: Lançado em 1983;
- Série Love: Lançado em 1984;
- Série Verde Cristalino: Lançado em 1985;
- Última Série: Lançado em 1986.
- Fusca Ano 1987; 5 Unidades produzidas em 1987 mesmo com o fim do Fusca

### Versões do Fusca Montadas e Produzidas no Brasil
- 1 100 E = Export;
- 1 200 SR = SunRoof;
- 1 200 OF = OxFoot;
- 1 300 STD = STanDard;
- 1 300 L = Luxo;
- 1 300 GL = Gran-Luxo;
- 1 500 STD = STandarD;
- 1 600 S = Sport.

## As modificações
A versatilidade da mecânica do Fusca garantiu o mercado de modificações, seja as "oficiais" (vide o Porsche 356), como (Baja, gaiolas, triciclos. Na verdade, o Fusca já foi transformado em quase tudo, desde aviões (modelos "normais" e ultraleves), motos (a Amazonas 1 600 do Brasil), barcos (pequenos, com o motor adaptado), hovercraft (utilizando o motor), lancha pantaneira (com casco chato e hélice aérea), girocóptero e até mesmo bombas d'água ou geradores.
Na verdade, tal versatilidade é uma consequência das aspirações militares do projeto original do Prof. Porsche — a plataforma do Fusca, projetada para ser facilmente modificada em Kübelwagens e Schwimmwagens continuou perfeita em tempos de paz para gerar Bajas e Gaiolas sem muito custo.
Não raro, tais carros superam até mesmo veículos off-roads "genuínos" em certos terrenos, devido à tração traseira e ao baixo peso, aliado a confiabilidade do motor Volkswagen (algo que se pode notar também nos Fuscas, Kombis e Brasílias).
Dada a popularidade do Fusca, o fim de sua produção não significará o fim da disponibilidade de carros para modificar tão cedo. Embora não tão populares quanto a alguns anos, as transformações ainda ocorrem, e com o inevitável envelhecimento da frota disponível, parece a única solução para muitos carros quase sucateados.
|                               |                            |                      |                       |                            |
| Fusca de competição, Alemanha | Fusca Bajade rallye alemão | Fusca BajaCalifórnia | Fusca BajaCalifórnia  | Fusca Bajade rallye alemão |
|                               |                            |                      |                       |                            |
| Kit de montagem do Baja       | "Gaiola"                   | "Gaiola" (traseira)  | "Gaiola" (competição) | Aranha (traseira)          |

## Segunda geração (1997–2011)

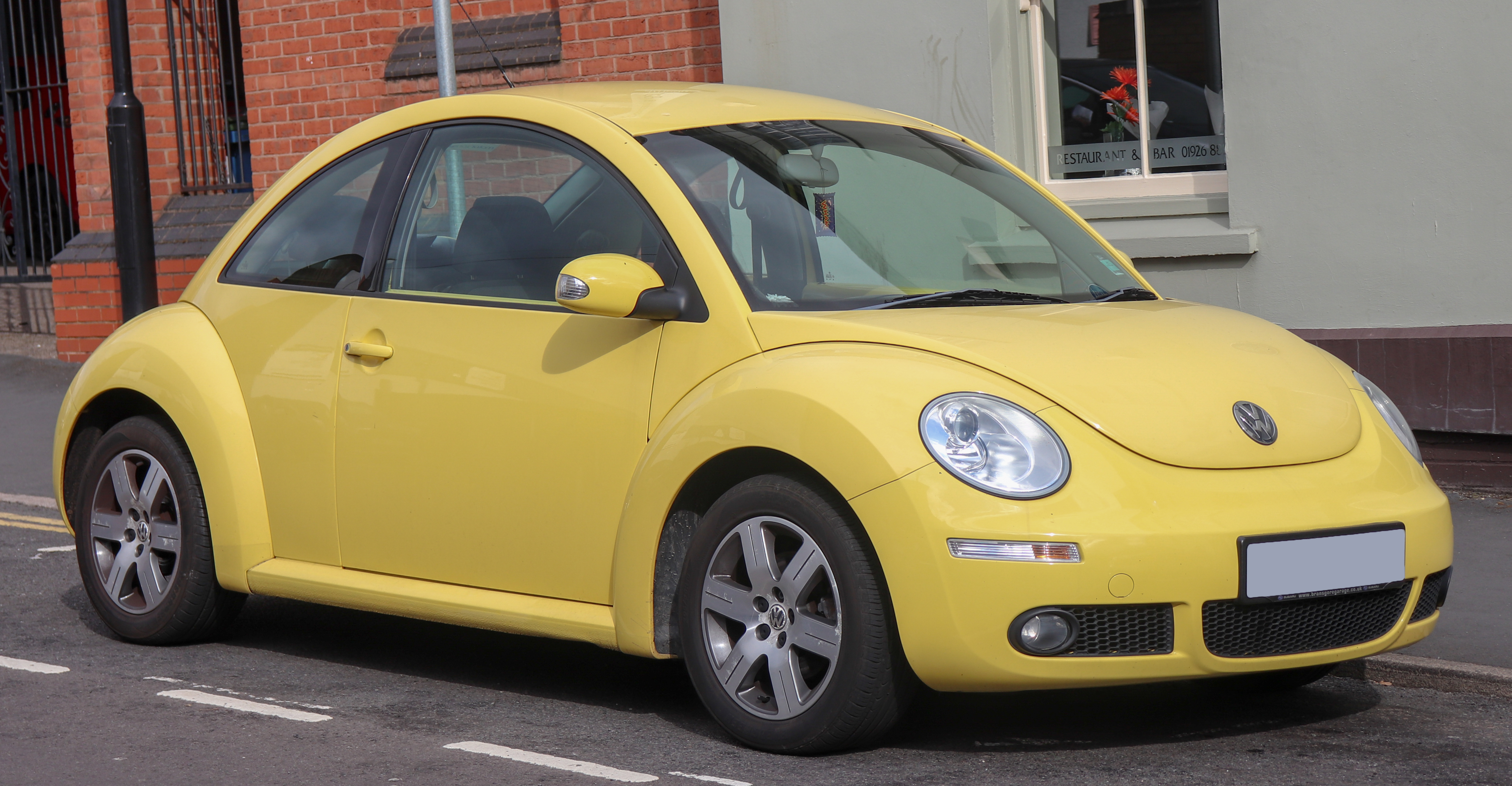
Volkswagen New Beetle.

Em 1994 a Volkswagen realizou um estudo de design em sua filial americana. O estudo se propunha a atualizar o Fusca com tecnologias e tendências modernas. O resultado foi um protótipo chamado "Concept 1", baseado na plataforma do Volkswagen Golf com um motor Diesel híbrido. Apresentado no salão de Detroit, o conceito fez tanto sucesso que a Volkswagen decidiu produzi-lo em série três anos depois, em 1997.
Em comum com o modelo antigo, além do desenho, são as alças para auxílio do embarque dos passageiros do banco de trás, além do espaço diminuto tanto nos bancos traseiros como na bagageira (com 214 litros). Embora não seja do mesmo segmento que consagrou o modelo original, o New Beetle, como ficaria conhecido, tornou-se um sucesso no mercado norte-americano, ganhando uma versão conversível (cabriolet) pouco tempo depois. Ainda capitalizando na boa vontade do mercado para com o Fusca, o New Beetle continuaria firme no mercado até 2011, apesar da nova faixa de preços e tecnologia completamente diferente.

## Terceira geração (2011–2019)

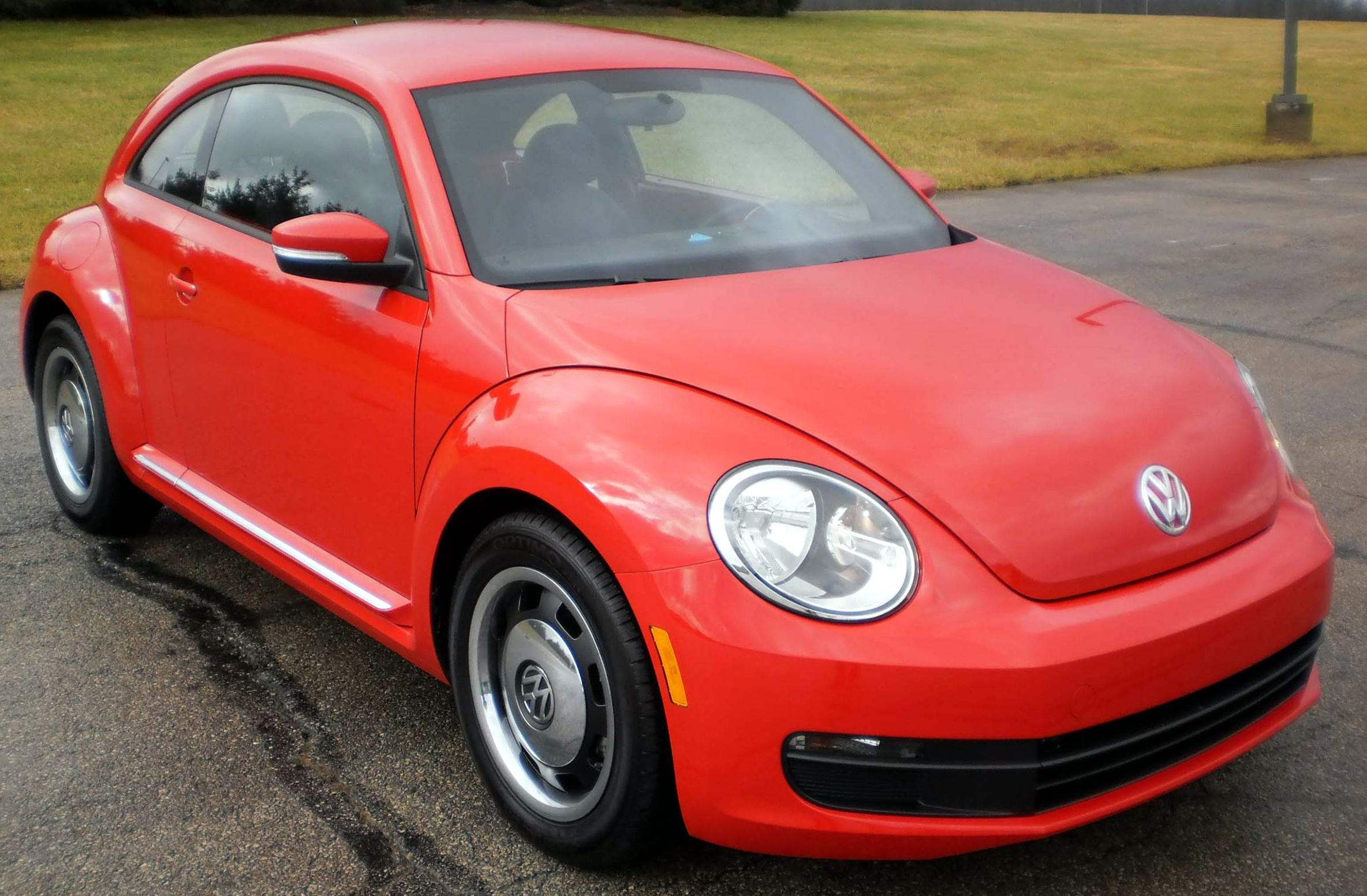
Volkswagen Fusca 2012.

Em 2010 a Volkswagen anunciou que 2011 seria o último ano de fabricação do New Beetle, e que uma nova geração estava a caminho. Um dos objetivos estabelecidos pela fábrica era tornar o carro mais "masculino", e para tanto o carro seria mais baixo, largo e com formas menos arredondadas, mais próximas ao modelo original.
O carro foi oficialmente lançado em 18 de abril de 2011, com eventos paralelos em Xangai, Berlim e Nova Iorque.
Ainda dentro do objetivo de melhor identificar o carro com o original, a matriz alemã deu carta branca para que as filiais lançassem o carro nos seus mercados com o apelido que o primeiro modelo ganhou em cada um desses locais. Dessa forma, o carro foi lançado em setembro de 2012 como Fusca no Brasil, embora tenha mantido o nome Beetle em Portugal.
Mais longo que seu antecessor, agora com 4 278 mm de comprimento, e 12 mm mais baixo, o carro é agora baseado na plataforma A5 (PQ35), a mesma do Volkswagen Jetta e do Golf de sexta geração. É fabricado junto com o Jetta, Golf Variant e o Jetta "Clásico" na fábrica da Volkswagen em Puebla, México.
Em 2018 a Volkswagen anunciou que 2019 seria o último ano de produção da terceira geração do Beetle. Em comemoração, foi lançada a "Final Edition", nas versões cupê e conversível, nas cores bege e azul clássicas.
Encerra-se então a produção do Beetle, que em sua primeira geração, a mais popular, vendeu cerca de 21 milhões de unidades.

## Nomes do modelo
O Volkswagen Sedan recebeu alcunhas em quase todos os países em que foi vendido, normalmente versões locais para o nome do escaravelho (besouro), como em Portugal.
Já no Brasil, o nome Fusca é um pouco mais peculiar: a origem do nome no Brasil está relacionada com a pronúncia alemã da palavra Volkswagen. O fonema da letra V em alemão é algo como "fau" e o W é "vê". Ao abreviar a palavra Volkswagen para VW, os alemães falavam "fauvê". Logo que o Fusca foi lançado na Alemanha, ficou comum a frase "Isto é um VW" ("Das ist ein VW"). A abreviação alemã "fauvê" logo se transformaria em "fulque" e "fulca"[carece de fontes?]. Segundo o especialista Alexander Gromow, "Desde que começaram a circular os primeiros Volkswagens, em 1950, também apareceu a corruptela da palavra Volkswagen passando pela influência da colônia alemã. (…)
Em Curitiba se fala 'fuqui' ou 'fuque', no Rio Grande do Sul é 'fuca'. Mas em São Paulo, talvez por uma questão de fonética, acrescentaram o 'S' na palavra e o Volkswagen virou Fusca."
Ao redor do mundo os nomes são geralmente relacionados a animais com formato parecido ao da carroceria:
- Volla na África do Sul

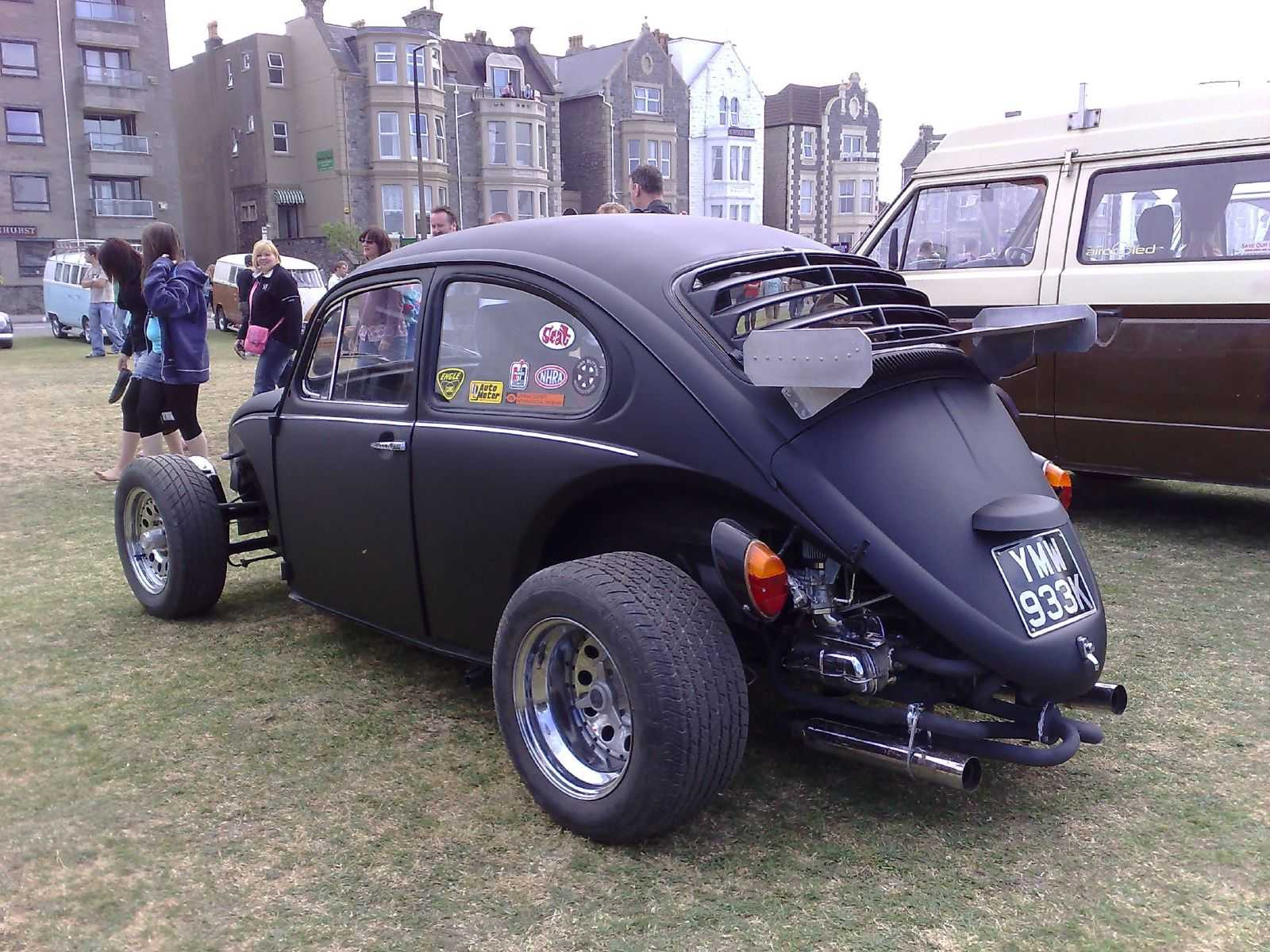
Fusca Hot Rod.

- Käfer ou Kugelporsche ("Porsche-bola") na Alemanha
- Coccinelle na Bélgica, França e Haiti
- Peta ("tartaruga") na Bolívia
- Sedan e depois Fusca (ou Fuca/Fuque) no Brasil (veja detalhes acima)
- Косτенурка (Kostenurka, "tartaruga") na Bulgária
- Baratinha em Cabo Verde
- Weevil no Canadá
- Buba na Croácia
- Boblen (bolha) na Dinamarca
- Escarabajo ou Pichirilo no Equador
- Chrobák na Eslováquia
- Hrošč na Eslovênia
- Escarabajo (escaravelho) na Espanha e parte da América Latina
- Kakalardo no País Basco, Espanha
- Escarabat na Catalunha, Espanha
- Bug ou Beetle nos Estados Unidos
- Põrnikas na Estônia
- Kotseng kuba (literalmente '"carro corcunda'"), Pagong (tartaruga), Ba-o (tartaruga em Cebuano), Boks nas Filipinas
- Kuplavolkkari (kupla, bolha) na Finlândia
- Σκαθάρι ("Skathári", besouro) ou Σκαραβαίος ("Skaravéos", escaravelho) na Grécia
- Cucaracha ou Cucarachita ("Barata" e "Baratinha") na Guatemala.
- Cucarachita ("Baratinha") em Honduras.
- Bogár na Hungria.
- Kodok ("sapo") na Indonésia
- عقروقة ("Ag-ru-ga") no Iraque
- Bjalla na Islândia
- חיפושית ("Hipushit", Besouro) em Israel
- Maggiolino na Itália. Também conhecido pelo apelido carinhoso de Maggiolone
- Vabalas na Lituânia
- Sedán ou Vocho no México Painel de um Fusca mexicano 1969.
- Boble ("bolha") na Noruega

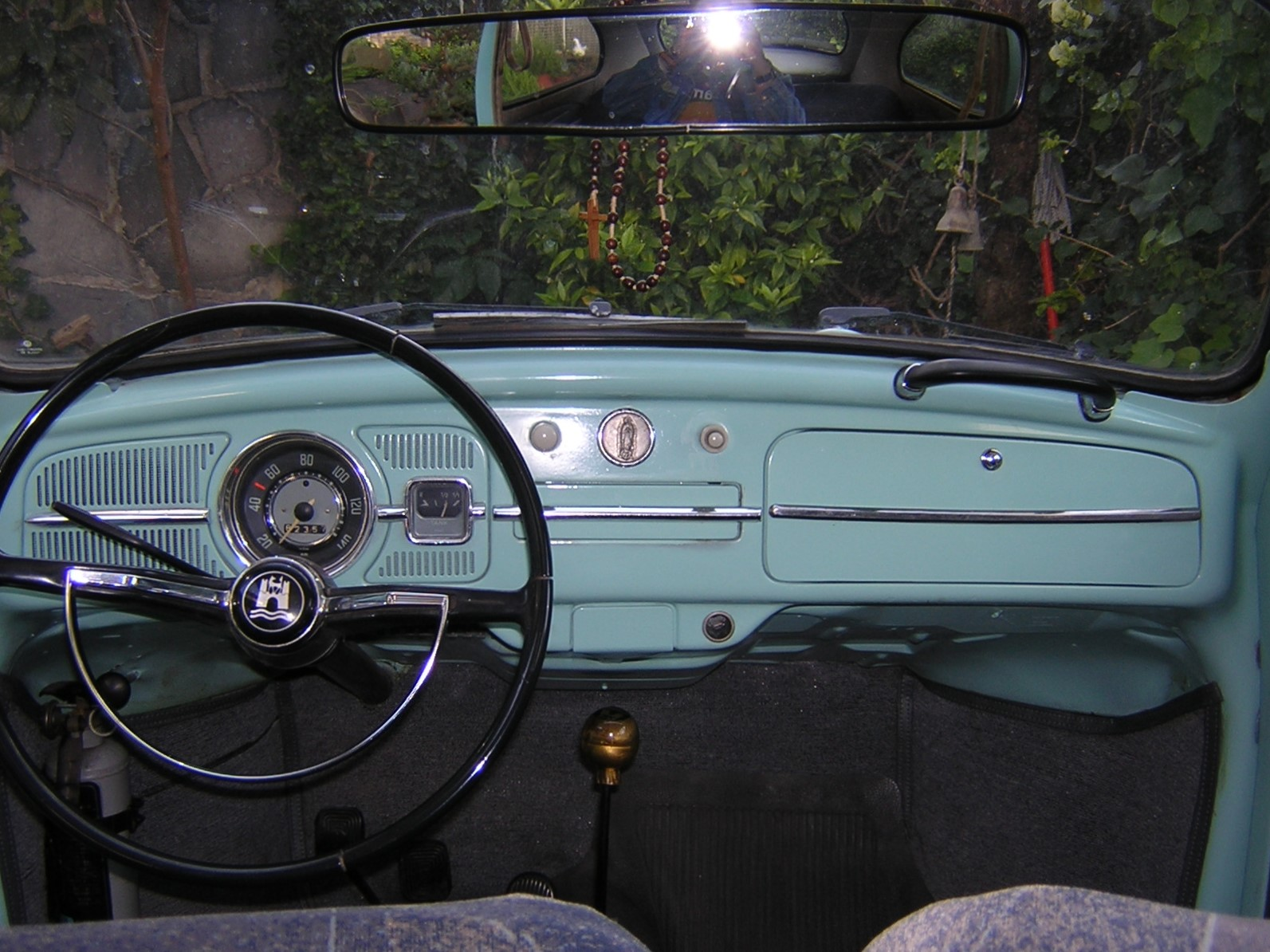
Painel de um Fusca mexicano 1969.

- Kever ("besouro") nos Países Baixos e na Bélgica
- Foxi no Paquistão
- Garbus ("corcunda") na Polónia
- Volky em Porto Rico
- Carocha em Portugal
- Brouk na República Checa
- Cepillo ("Escova") na República Dominicana
- Broscalanu' or Broscuţa (sapinho) na Romênia
- Bagge (contração de skalbagge, besouro) ou bubbla (bolha) na Suécia
- Mgongo wa Chura ("costas de sapo") e Mwendo wa Kobe ("velocidade de tartaruga") em Swahili na Tanzânia (?)
- Kaplumbağa ou tosbağa ("tartaruga") ou vosvos na Turquia Um VW 1303LS da Turquia (foto infravermelha).
- Escarabajo na Venezuela.
- Bhamba datya em Shona no Zimbabwe

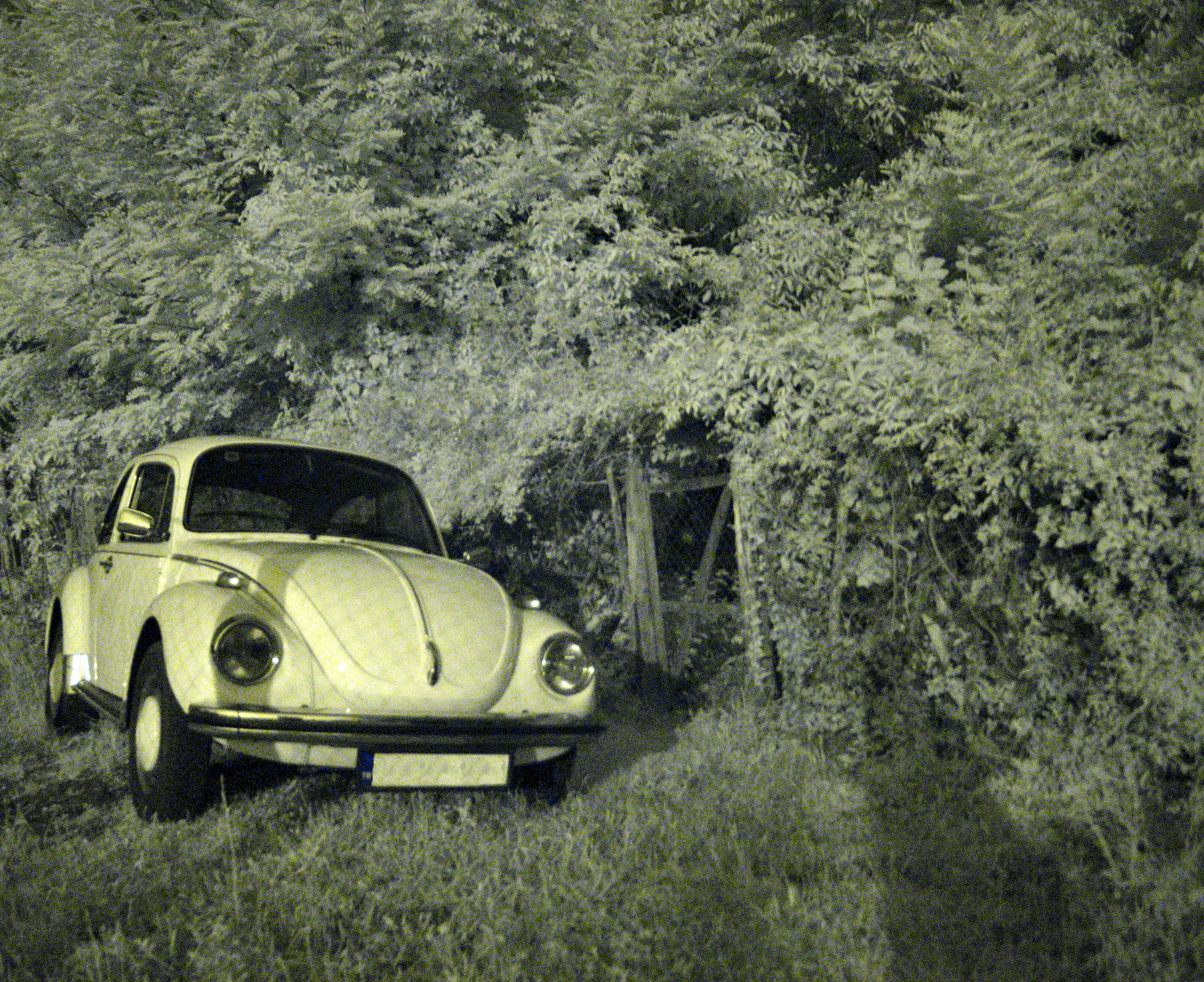
Um VW 1303LS da Turquia (foto infravermelha).

- Mbatsani (Amêijoa) ou Xifufu-n'hunu (Joaninha, Besouro) em Moçambique

## Dia do Fusca
Para os brasileiros, o Dia do Fusca ocorre todo dia 20 de janeiro, sendo, em vários centros urbanos, comemorado com eventos e festas por amantes e colecionadores deste modelo.

## Derivados
Os seguintes automóveis Volkswagen foram derivados do Fusca:

### Brasil
A filial brasileira da Volkswagen gozava de certa autonomia da matriz alemã, em parte devido à forte presença no mercado nacional, o que garantia segurança na introdução de novos modelos. Da lista abaixo, apenas a Kombi e o Karmann-Ghia eram modelos similares a suas contrapartes europeias:
|                                                    |                          |                  |                                   |                              |                                    |
| Kombi (motor boxer carburado/injetado) (1957–2006) | Karmann Ghia (1962–1972) | 1600 (1968–1971) | Variant (frente alta) (1969–1971) | TL (frente alta) (1970–1971) | Variant (frente baixa) (1971-1977) |

|                               |                             |                       |                        |                      |
| TL (frente baixa) (1971-1976) | Karmann Ghia TC (1970–1975) | SP1 e SP2 (1972–1976) | Variant II (1977–1981) | Brasília (1973–1982) |

### Europa
Além dos Typ 1 (Fusca, 1938–2003), Typ 2 (Kombi, 1950–2013) e Typ 14 (Karmann Ghia, 1955–1975), a linha Volkswagen "à ar" era a seguinte na Europa e outros mercados internacionais:
|                                         |                                      |                                          |                              |
| Volkswagen Typ 3 Notchback (1961–1973). | Volkswagen Typ 3 Variant (1962–1973) | Volkswagen Typ 3 TL Fastback (1966–1973) | Typ 34 Ghia (1961–1969)      |
|                                         |                                      |                                          |                              |
| Typ 4 411 (1968-1972)                   | Typ 4 412 (1972-1974)                | Typ 181 Kurierwagen (1969–1983)          | Typ 147 Fridolin (1964–1974) |

### Outros mercados
- «Country Buggy». (Austrália)
- Volksrod

### O "clone" chinês

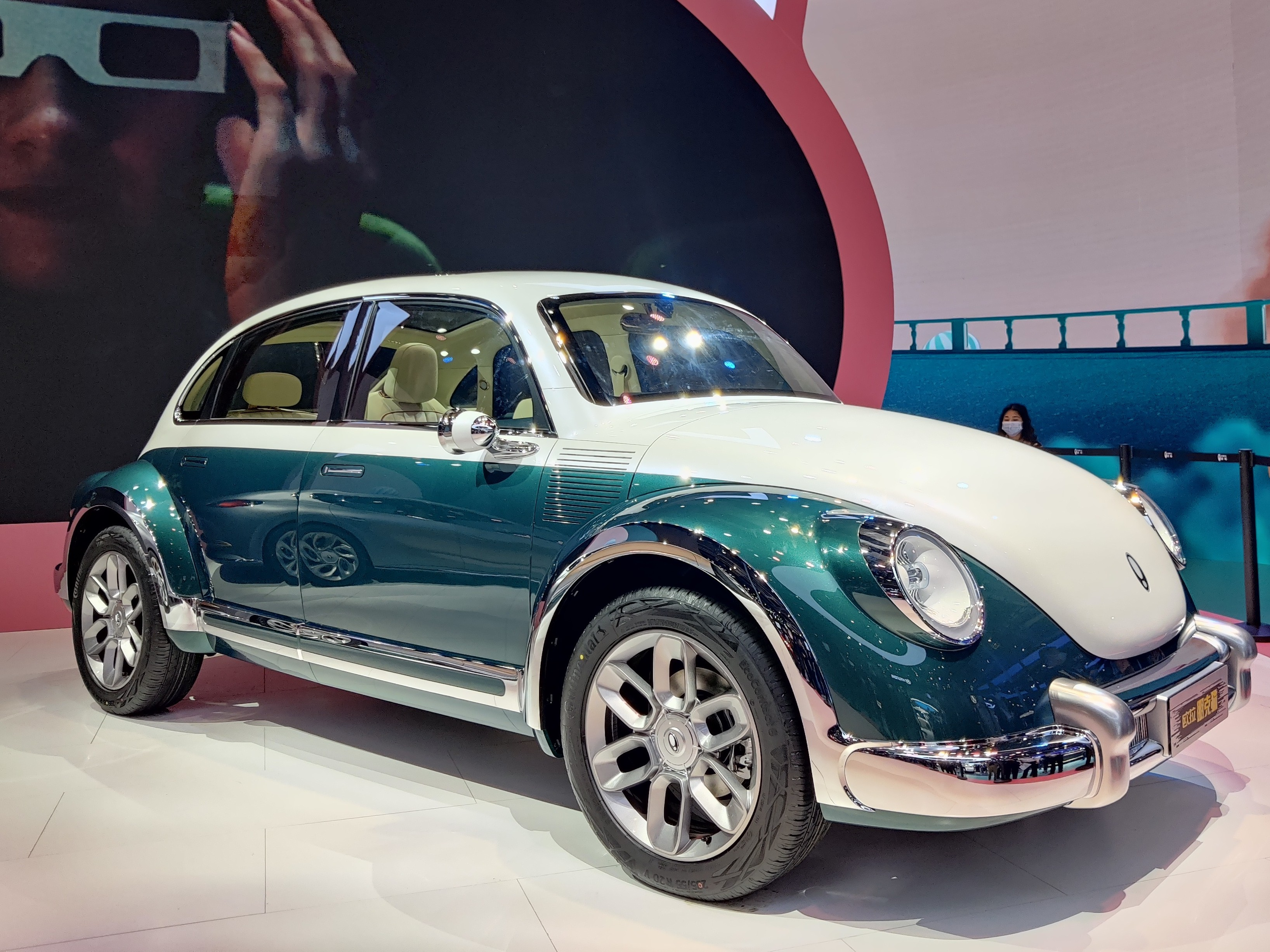
ORA Punk Cat na Auto Shanghai 2021.

O ORA Punk Cat, do fabricante chinês ORA, foi revelado como um conceito na Auto Shanghai em 21 de Abril de 2021 em Xangai, ao lado do Ora Lightning Cat. Seu estilo é controverso, pois o carro lembra muito o Volkswagen Typ 1.